# Liste des œuvres instrumentales de Vivaldi
Le catalogue Ryom est le catalogue le plus récent et le plus complet de l'œuvre d'Antonio Vivaldi (1678-1741). Il a été établi par le musicologue danois Peter Ryom et publié en 1973. C'est ce catalogue qui est systématiquement utilisé par les éditeurs de partition et l'industrie du disque. À chaque œuvre de Vivaldi on associe un numéro précédé de RV ou R.
Le tableau suivant permet de classer les œuvres de Vivaldi par référence Ryom (RV), par date, par Opus ou par le numéro des catalogues suivants : Pincherle (P), Fanna (F), RicardI (RC), RinaldI (RN), IMSLP-Catalogue (IAV) et la Classe Ryom (C). Cette dernière est retenue pour le classement initial du tableau.

## Musique instrumentale (RV 1-585)

### Sonates pour un instrument et basse continue (RV 1-59)

#### Sonates pour violon et basse continue (RV 1-37)
| RV               | Op.         | Désignation | Notes                                                 |
| ---------------- | ----------- | --- | ----------------------------------------------------- |
| RV 1             | Op. 2 No.6  | Sonata in do maggiore per violino e basso continuo / Sonate en do majeur, pour violon et basse continue                        |                                                       |
| RV 2             |             | Sonata in do maggiore per violino e basso continuo / Sonate en do majeur, pour violon et basse continue                        |                                                       |
| RV 3             |             | Sonata in do maggiore per violino e basso continuo / Sonate en do majeur, pour violon et basse continue                        |                                                       |
| RV 4 (inc.)      |             | Sonata in do maggiore per violino e basso continuo / Sonate en do majeur, pour violon et basse continue                        |                                                       |
| RV 754           |             | Sonata in do maggiore per violino e basso continuo / Sonate en do majeur, pour violon et basse continue                        |                                                       |
| RV 815           |             | Sonata in do maggiore per violino e basso continuo / Sonate en do majeur, pour violon et basse continue                        |                                                       |
| RV 5             |             | Sonata in do minore per violino e basso continuo / Sonate en do mineur, pour violon et basse continue                          |                                                       |
| RV 6             |             | Sonata in do minore per violino e basso continuo / Sonate en do mineur, pour violon et basse continue                          |                                                       |
| RV 7 (inc.)      |             | Sonata in do minore per violino e basso continuo / Sonate en do mineur, pour violon et basse continue                          |                                                       |
| RV 7a            |             | Sonata in do minore per violino e basso continuo / Sonate en do mineur, pour violon et basse continue                          |                                                       |
| RV 8             | Op. 2 No.7  | Sonata in do minore per violino e basso continuo / Sonate en do mineur, pour violon et basse continue                          |                                                       |
| RV 9             | Op. 2 No.11 | Sonata in re maggiore per violino e basso continuo / Sonate en ré majeur, pour violon et basse continue                        |                                                       |
| RV 10            |             | Sonata in re maggiore per violino e basso continuo / Sonate en ré majeur, pour violon et basse continue                        |                                                       |
| RV 11 (inc.)     |             | Sonata in re maggiore per violino e basso continuo / Sonate en ré majeur, pour violon et basse continue                        |                                                       |
| RV 755           |             | Sonata in re maggiore per violino e basso continuo / Sonate en ré majeur, pour violon et basse continue                        |                                                       |
| (RV 785) Anh 134 |             | Sonata in re maggiore per violino e basso continuo / Sonate en ré majeur, pour violon et basse continue → RV Anh 134           | - Attribution erronée - Œuvre probable d'Andrea Zani  |
| RV 798           |             | Sonata in re maggiore per violino e basso continuo / Sonate en ré majeur, pour violon et basse continue                        |                                                       |
| RV 810           |             | Sonata in re maggiore per violino e basso continuo / Sonate en ré majeur, pour violon et basse continue                        |                                                       |
| RV 816           |             | Sonata in re maggiore per violino (o oboe) e basso continuo / Sonate en ré majeur, pour violon et basse continue               |                                                       |
| RV 12            |             | Sonata in re minore per violino e basso continuo / Sonate en ré mineur, pour violon et basse continue                          |                                                       |
| (RV 13) Anh 97   |             | Sonata in re minore per violino e basso continuo / Sonate en ré mineur, pour violon et basse continue → RV Anh 97              |                                                       |
| RV 14            | Op. 2 No.3  | Sonata in re minore per violino e basso continuo / Sonate en ré mineur, pour violon et basse continue                          |                                                       |
| RV 15            |             | Sonata in re minore per violino e basso continuo / Sonate en ré mineur, pour violon et basse continue                          |                                                       |
| RV 756           |             | Sonata in mi bemolle maggiore per violino e basso continuo / Sonate en mi bémol majeur, pour violon et basse continue          |                                                       |
| RV 16            | Op. 2 No.9  | Sonata in mi minore per violino e basso continuo / Sonate en mi mineur, pour violon et basse continue                          |                                                       |
| RV 17 (inc.)     |             | Sonata in mi minore per violino e basso continuo / Sonate en mi mineur, pour violon et basse continue                          |                                                       |
| RV 17a           |             | Sonata in mi minore per violino e basso continuo / Sonate en mi mineur, pour violon et basse continue                          |                                                       |
| RV 18            | Op. 5 No.1  | Sonata in fa maggiore per violino e basso continuo / Sonate en fa majeur, pour violon et basse continue                        |                                                       |
| RV 19            |             | Sonata in fa maggiore per violino e basso continuo / Sonate en fa majeur, pour violon et basse continue                        |                                                       |
| RV 20            | Op. 2 No.4  | Sonata in fa maggiore per violino e basso continuo / Sonate en fa majeur, pour violon et basse continue                        |                                                       |
| RV 21            | Op. 2 No.10 | Sonata in fa minore per violino e basso continuo / Sonate en fa mineur, pour violon et basse continue                          |                                                       |
| RV 22            |             | Sonata in sol maggiore per violino e basso continuo / Sonate en sol majeur, pour violon et basse continue                      |                                                       |
| RV 23            | Op. 2 No.8  | Sonata in sol maggiore per violino e basso continuo / Sonate en sol majeur, pour violon et basse continue                      |                                                       |
| (RV 24) Anh 140  |             | Sonata in sol maggiore per violino e basso continuo / Sonate en sol majeur, pour violon et basse continue → RV Anh 140         | - Attribution erronée - Auteur anonyme                |
| RV 25            |             | Sonata in sol maggiore per violino e basso continuo / Sonate en sol majeur, pour violon et basse continue                      |                                                       |
| (RV 776) Anh 98  |             | Sonata in sol maggiore per violino e basso continuo / Sonate en sol majeur, pour violon et basse continue → RV Anh 98          | - Pastiche - Probablement l'œuvre de Giuseppe Tartini |
| RV 26            |             | Sonata in sol minore per violino e basso continuo / Sonate en sol mineur, pour violon et basse continue                        |                                                       |
| RV 27            | Op. 2 No.1  | Sonata in sol minore per violino e basso continuo / Sonate en sol mineur, pour violon et basse continue                        |                                                       |
| RV 28            |             | Sonata in sol minore per violino (o oboe) e basso continuo / Sonate en sol mineur, pour violon et basse continue               |                                                       |
| RV 757           |             | Sonata in sol minore per violino e basso continuo / Sonate en sol mineur, pour violon et basse continue                        |                                                       |
| RV 29            |             | Sonata in la maggiore per violino e basso continuo / Sonate en la majeur, pour violon et basse continue                        |                                                       |
| RV 30            | Op. 5 No.2  | Sonata in la maggiore per violino e basso continuo / Sonate en la majeur, pour violon et basse continue                        |                                                       |
| RV 31            | Op. 2 No.2  | Sonata in la maggiore per violino e basso continuo / Sonate en la majeur, pour violon et basse continue                        |                                                       |
| RV 205/2         |             | Sonata in la maggiore per violino e basso continuo / Sonate en la majeur, pour violon et basse continue                        |                                                       |
| RV 758           |             | Sonata in la maggiore per violino e basso continuo / Sonate en la majeur, pour violon et basse continue                        |                                                       |
| RV 829           |             | Sonata in la maggiore per violino e basso continuo / Sonate en la majeur, pour violon et basse continue                        |                                                       |
| RV 32            | Op. 2 No.12 | Sonata in la minore per violino e basso continuo / Sonate en la mineur, pour violon et basse continue                          |                                                       |
| RV 33            | Op. 5 No.3  | Sonata in si bemolle maggiore per violino e basso continuo / Sonate en si bémol majeur, pour violon et basse continue          |                                                       |
| RV 34            |             | Sonata in si bemolle maggiore per violino (o oboe) e basso continuo / Sonate en si bémol majeur, pour violon et basse continue |                                                       |
| RV 759           |             | Sonata in si bemolle maggiore per violino e basso continuo / Sonate en si bémol majeur, pour violon et basse continue          |                                                       |
| RV 791 (inc.)    |             | Frammento di sonata per violino e basso continuo / Fragment de Sonate en si bémol majeur, pour violon et basse continue        |                                                       |
| RV 35            | Op. 5 No.4  | Sonata in si minore per violino e basso continuo / Sonate en si mineur, pour violon et basse continue                          |                                                       |
| RV 35a           |             | Sinfonia in si minore per violino e basso continuo / Sinfonia en si mineur, pour violon et basse continue                      |                                                       |
| RV 36            | Op. 2 No.5  | Sonata in si minore per violino e basso continuo / Sonate en si mineur, pour violon et basse continue                          |                                                       |
| RV 37 (inc.)     |             | Sonata in si minore per violino e basso continuo / Sonate en si mineur, pour violon et basse continue                          |                                                       |
| RV 760           |             | Sonata in si minore per violino e basso continuo / Sonate en si mineur, pour violon et basse continue                          |                                                       |

#### Sonates pour violoncelle et basse continue (RV 38-47)
| RV            | Op.          | Désignation |
| ------------- | ------------ | --- |
| RV 38 (perd.) |              | Sonata in re minore per violoncello e basso continuo / Sonate en ré mineur, pour violoncelle et basse continue                 |
| RV 39         |              | Sonata in mi bemolle maggiore per violoncello e basso continuo / Sonate en mi bémol majeur, pour violoncelle et basse continue |
| RV 40         | [Op.14] No.5 | Sonata in mi minore per violoncello e basso continuo / Sonate en mi mineur, pour violoncelle et basse continue                 |
| RV 41         | [Op.14] No.2 | Sonata in fa maggiore per violoncello e basso continuo / Sonate en fa majeur, pour violoncelle et basse continue               |
| RV 42         |              | Sonata in sol minore per violoncello e basso continuo / Sonate en sol mineur, pour violoncelle et basse continue               |
| RV 43         | [Op.14] No.3 | Sonata in la minore per violoncello e basso continuo / Sonate en la mineur, pour violoncelle et basse continue                 |
| RV 44         |              | Sonata in la minore per violoncello e basso continuo / Sonate en la mineur, pour violoncelle et basse continue                 |
| RV 45         | [Op.14] No.4 | Sonata in si bemolle maggiore per violoncello e basso continuo / Sonate en si bémol majeur, pour violoncelle et basse continue |
| RV 46         | [Op.14] No.6 | Sonata in si bemolle maggiore per violoncello e basso continuo / Sonate en si bémol majeur, pour violoncelle et basse continue |
| RV 47         | [Op.14] No.1 | Sonata in si bemolle maggiore per violoncello e basso continuo / Sonate en si bémol majeur, pour violoncelle et basse continue |

#### Sonates pour instruments à vent et basse continue (RV 48-59)
| RV                 | Op.         | Désignation | Notes |
| ------------------ | ----------- | --- | --- |
| RV 48              |             | Sonata in do maggiore per flauto traversiere e basso continuo / Sonate en do majeur, pour flûte traversière et basse continue                                                                                 | |
| (RV 49) Anh 99     |             | Sonata in re minore per flauto traversiere e basso continuo / Sonate en ré mineur, pour flûte traversière et basse continue → RV Anh 99                                                                       | - Doutes sur l'authenticité                                                                                                  |
| (RV 50) Anh 100    |             | Sonata in mi minore per flauto traversiere e basso continuo / Sonate en mi mineur, pour flûte traversière et basse continue → RV Anh 100                                                                      | - Doutes sur l'authenticité                                                                                                  |
| RV 51              |             | Sonata in sol minore per flauto traversiere (o oboe?) e basso continuo / Sonate en sol mineur, pour flûte traversière et basse continue                                                                       | |
| (RV 809) Anh 136   |             | Sonata in do maggiore per flauto diritto e basso continuo / Sonate en do majeur, pour flûte à bec et basse continue → RV Anh 136                                                                              | - Attribution erronée - Arrangement anonyme d'une Sonate pour violon en si bémol majeur de Gaetano Meneghetti                |
| RV 52              |             | Sonata in fa maggiore per flauto diritto e basso continuo / Sonate en fa majeur, pour flûte à bec et basse continue                                                                                           | |
| (RV 806) Anh deest |             | Sonata in sol maggiore per flauto diritto e basso continuo / Sonate en sol majeur, pour flûte à bec et basse continue → RV Anh deest (RV 806)                                                                 | - Transcription de la Sonate pour violon RV 810 probablement par un auteur resté anonyme                                     |
| RV 53              |             | Sonata in do minore per oboe e basso continuo / Sonate en do mineur, pour hautbois et basse continue | |
| (RV 54) Anh 95/1   | Op. 13 No.1 | Sonata in do maggiore per musette (o viella, o flauto, o oboe, o violino) e basso continuo / Sonate en do majeur, pour musette (ou vièle, ou flûte, ou hautbois, ou violon) et basse continue → RV Anh 95/1   | Il pastor fido Six sonates. Dessus, basse continue, Op.13, No.1 - Œuvre de Nicolas Chédeville publiée sous le nom de Vivaldi |
| (RV 55) Anh 95/2   | Op. 13 No.5 | Sonata in do maggiore per musette (o viella, o flauto, o oboe, o violino) e basso continuo / Sonate en do majeur, pour musette (ou vièle, ou flûte, ou hautbois, ou violon) et basse continue → RV Anh 95/2   | Il pastor fido Six sonates. Dessus, basse continue, Op.13, No.5 - Œuvre de Nicolas Chédeville publiée sous le nom de Vivaldi |
| (RV 56) Anh 95/3   | Op. 13 No.2 | Sonata in do maggiore per musette (o viella, o flauto, o oboe, o violino) e basso continuo / Sonate en do majeur, pour musette (ou vièle, ou flûte, ou hautbois, ou violon) et basse continue → RV Anh 95/3   | Il pastor fido Six sonates. Dessus, basse continue, Op.13, No.2 - Œuvre de Nicolas Chédeville publiée sous le nom de Vivaldi |
| (RV 57) Anh 95/4   | Op. 13 No.3 | Sonata in sol maggiore per musette (o viella, o flauto, o oboe, o violino) e basso continuo / Sonate en sol majeur, pour musette (ou vièle, ou flûte, ou hautbois, ou violon) et basse continue → RV Anh 95/4 | Il pastor fido Six sonates. Dessus, basse continue, Op.13, No.3 - Œuvre de Nicolas Chédeville publiée sous le nom de Vivaldi |
| (RV 58) Anh 95/5   | Op. 13 No.6 | Sonata in sol minore per musette (o viella, o flauto, o oboe, o violino) e basso continuo / Sonate en sol mineur, pour musette (ou vièle, ou flûte, ou hautbois, ou violon) et basse continue → RV Anh 95/5   | Il pastor fido Six sonates. Dessus, basse continue, Op.13, No.6 - Œuvre de Nicolas Chédeville publiée sous le nom de Vivaldi |
| (RV 59) Anh 95/6   | Op. 13 No.4 | Sonata in la maggiore per musette (o viella, o flauto, o oboe, o violino) e basso continuo / Sonate en la majeur, pour musette (ou vièle, ou flûte, ou hautbois, ou violon) et basse continue → RV Anh 95/6   | Il pastor fido Six sonates. Dessus, basse continue, Op.13, No.4 - Œuvre de Nicolas Chédeville publiée sous le nom de Vivaldi |

### Sonates pour deux instruments et basse continue (RV 60-86)

#### Sonates pour deux violons et basse continue (RV 60-79)
| RV    | Op.         | Désignation |
| ----- | ----------- | --- |
| RV 60 |             | Sonata a tre in do maggiore per due violini e basso continuo / Sonate en do majeur, pour deux violons et basse continue                                                           |
| RV 61 | Op. 1 No.3  | Sonata a tre in do maggiore per due violini e basso continuo / Sonate en do majeur, pour deux violons et basse continue                                                           |
| RV 62 | Op. 1 No.6  | Sonata a tre in re maggiore per due violini e basso continuo / Sonate en ré majeur, pour deux violons et basse continue                                                           |
| RV 63 | Op. 1 No.12 | « La follia » / La folie Sonata a tre in re minore (con variazioni) per due violini e basso continuo / Sonate en ré mineur (avec variations), pour deux violons et basse continue |
| RV 64 | Op. 1 No.8  | Sonata a tre in re minore per due violini e basso continuo / Sonate en ré mineur, pour deux violons et basse continue                                                             |
| RV 65 | Op. 1 No.7  | Sonata a tre in mi bemolle maggiore per due violini e basso continuo / Sonate en mi bémol majeur, pour deux violons et basse continue                                             |
| RV 66 | Op. 1 No.4  | Sonata a tre in mi maggiore per due violini e basso continuo / Sonate en mi majeur, pour deux violons et basse continue                                                           |
| RV 67 | Op. 1 No.2  | Sonata a tre in mi minore per due violini e basso continuo / Sonate en mi mineur, pour deux violons et basse continue                                                             |
| RV 68 |             | Sonata a tre in do maggiore per due violini e basso continuo (o senza) / Sonate en do majeur, pour deux violons et basse continue                                                 |
| RV 69 | Op. 1 No.5  | Sonata a tre in fa maggiore per due violini e basso continuo / Sonate en fa majeur, pour deux violons et basse continue                                                           |
| RV 70 |             | Sonata a tre in fa maggiore per due violini e basso continuo (o senza) / Sonate en fa majeur, pour deux violons et basse continue                                                 |
| RV 71 |             | Sonata a tre in sol maggiore per due violini e basso continuo (o senza) / Sonate en sol majeur, pour deux violons et basse continue                                               |
| RV 72 | Op. 5 No.6  | Sonata a tre in sol minore per due violini e basso continuo / Sonate en sol mineur pour deux violons et basse continue                                                            |
| RV 73 | Op. 1 No.1  | Sonata a tre in sol maggiore per due violini e basso continuo / Sonate en sol majeur, pour deux violons et basse continue                                                         |
| RV 74 |             | Sonata a tre in sol minore per due violini e basso continuo / Sonate en sol mineur, pour deux violons et basse continue                                                           |
| RV 75 | Op. 1 No.9  | Sonata a tre in la maggiore per due violini e basso continuo / Sonate en la majeur, pour deux violons et basse continue                                                           |
| RV 76 | Op. 5 No.5  | Sonata a tre in si bemolle maggiore per due violini e basso continuo / Sonate en si bémol majeur, pour deux violons et basse continue                                             |
| RV 77 |             | Sonata a tre in si bemolle maggiore per due violini e basso continuo (o senza) / Sonate en si bémol majeur, pour deux violons et basse continue                                   |
| RV 78 | Op. 1 No.10 | Sonata a tre in si bemolle maggiore per due violini e basso continuo / Sonate en si bémol majeur, pour deux violons et basse continue                                             |
| RV 79 | Op. 1 No.11 | Sonata a tre in si minore per due violini e basso continuo / Sonate en si mineur, pour deux violons et basse continue                                                             |

#### Sonates pour deux instruments à vent et basse continue (RV 80-81)
| RV              | Désignation | Notes                                              |
| --------------- | --- | -------------------------------------------------- |
| (RV 80) Anh 101 | Sonata a tre in sol maggiore per due flauti traversieri e basso continuo / Sonate en Trio en sol majeur, pour deux flûtes traversières et basse continue → RV Anh 101 | - Attribution erronée depuis 2007 - Auteur inconnu |
| RV 800          | Sonata a tre in la maggiore per due flauti traversieri e basso continuo / Sonate en Trio en la majeur, pour deux flûtes traversières et basse continue                |                                                    |
| RV 81           | Sonata a tre in sol minore per due oboi e basso continuo / Sonate en Trio en sol mineur, pour deux hautbois et basse continue                                         |                                                    |

#### Sonates pour deux instruments différents (RV 82-86)
| RV     | Désignation |
| ------ | --- |
| RV 82  | Sonata a tre in do maggiore per violino, liuto e basso continuo / Sonate en Trio en do majeur, pour violon, luth et basse continue             |
| RV 83  | Sonata in do minore per violino, violoncello e basso continuo / Sonate en do mineur, pour violon, violoncelle et basse continue                |
| RV 84  | Sonata in re maggiore per flauto traversiere, violino e basso continuo / Sonate en ré majeur, pour flûte traversière, violon et basse continue |
| RV 820 | Trio Sonata in sol maggiore per violino, violoncello e basso continuo / Sonate en sol majeur, pour violon, violoncelle et basse continue       |
| RV 85  | Sonata a tre in sol minore per violino, liuto e basso continuo / Sonate en Trio en sol mineur, pour violon, luth et basse continue             |
| RV 86  | Sonata in la minore per flauto diritto, fagotto e basso continuo / Sonate en la mineur, pour flûte à bec, basson et basse continue             |

### Œuvres pour plusieurs instruments et basse continue (RV 87-108)
| RV               | Désignation | Notes                                  |
| ---------------- | --- | -------------------------------------- |
| RV 87            | Concerto in do maggiore per flauto diritto, oboe, due violini e basso continuo / Concerto en do majeur, pour flûte à bec, hautbois, deux violons et basse continue |                                        |
| RV 88            | Concerto in do maggiore per flauto traversiere, oboe, violino, fagotto e basso continuo / Concerto en do majeur, pour flûte traversière, hautbois, violon, basson et basse continue - I. Allegro                                                                          |                                        |
| RV 779           | Sonata in do maggiore per violino, oboe, organo (o violino) e basso continuo con salmoè ad libitum / Sonate en do majeur, pour violon, hautbois, orgue et basse continue avec chalumeau (ad lib.)                                                                         |                                        |
| RV 801 (Anh 66)  | Sonata a quattro per flauto traversiere (o oboe o violino), oboe (o violino), fagotto (o violoncello) e basso continuo / Sonate en do majeur, pour flûte traversière, hautbois, basson et clavecin                                                                        |                                        |
| (RV 89) Anh 102  | Concerto in re maggiore per flauto traversiere, due violini e basso continuo / Concerto en ré majeur, pour flûte traversière, deux violons et basse continue → RV Anh 102                                                                                                 | - Attribution erronée - Auteur inconnu |
| RV 90            | « Il gardellino » / le chardonneret Concerto in re maggiore per flauto traversiere (o diritto o violino), oboe (o violino), violino, fagotto (o violoncello) e basso continuo / Concerto en ré majeur, pour flûte traversière, hautbois, violon, basson et basse continue |                                        |
| RV 91            | Concerto in re maggiore per flauto traversiere, violino, fagotto e basso continuo / Concerto en ré majeur, pour flûte traversière, violon, basson et basse continue |                                        |
| RV 92            | Concerto in re maggiore per flauto diritto, violino, fagotto (o violoncello) e basso continuo (o senza) / Concerto en ré majeur, pour flûte à bec, violon, basson et basse continue                                                                                       |                                        |
| RV 93            | Concerto in re maggiore per liuto, due violini e basso continuo / Concerto en ré majeur, pour luth, deux violons et basse continue |                                        |
| RV 94            | Concerto in re maggiore per flauto diritto, oboe, violino, fagotto e basso continuo / Concerto en ré majeur, pour flûte à bec, hautbois, violon, basson et basse continue                                                                                                 |                                        |
| RV 95            | « La pastorella » / La pastourelle Concerto in re maggiore per flauto diritto (o violino), oboe (o violino), violino, fagotto (o violoncello) e basso continuo / Concerto en ré majeur, pour flûte à bec, hautbois, violon, basson et basse continue                      |                                        |
| RV 751 (perd.)   | Concerto in re maggiore per due flauti traversieri, due violini, due fagotti e basso continuo / Concerto en ré majeur, pour deux flûtes traversières, deux violons, deux bassons et basse continue                                                                        |                                        |
| RV 96            | Concerto in re minore per flauto traversiere, violino, fagotto e basso continuo / Concerto en ré mineur, pour flûte traversière, violon, basson et basse continue |                                        |
| RV 97            | Concerto in fa maggiore per viola d’amore, due corni da caccia, due oboi, fagotto e basso continuo / Concerto en fa majeur, pour viole d'amour, deux cors, deux hautbois, basson et basse continue                                                                        |                                        |
| RV 98            | « La tempesta di mare » / La tempête en mer Concerto in fa maggiore per flauto traversiere, oboe, violino, fagotto e basso continuo / Concerto en fa majeur, pour flûte traversière, hautbois, violon, basson et basse continue                                           |                                        |
| RV 99            | Concerto in fa maggiore per flauto traversiere, oboe, violino, fagotto e basso continuo / Concerto en fa majeur, pour flûte traversière, hautbois, violon, basson et basse continue                                                                                       |                                        |
| RV 100           | Concerto in fa maggiore per flauto traversiere, violino, fagotto e basso continuo / Concerto en fa majeur, pour flûte traversière, violon, basson et basse continue |                                        |
| RV 101           | Concerto in sol maggiore per flauto diritto, oboe, violino, fagotto e basso continuo / Concerto en sol majeur, pour flûte à bec, hautbois, violon, basson et basse continue                                                                                               |                                        |
| (RV 102) Anh 103 | Concerto in sol maggiore per flauto traversiere, due violini e basso continuo / Concerto en sol majeur, pour flûte traversière, deux violons et basse continue → RV Anh 103                                                                                               | - Attribution erronée - Auteur inconnu |
| RV 103           | Concerto in sol minore per flauto diritto, oboe, fagotto e basso continuo (o senza) / Concerto en fa majeur, pour flûte traversière, violon, basson et basse continue |                                        |
| RV 104           | « La notte » / La nuit Concerto in sol minore per flauto traversiere (o violino), due violini, fagotto e basso continuo / Concerto en sol mineur, pour flûte traversière, deux violons, basson et basse continue                                                          |                                        |
| RV 105           | Concerto in sol minore per flauto diritto, oboe, violino, fagotto e basso continuo / Concerto en sol mineur, pour flûte à bec, hautbois, violon, basson et basse continue                                                                                                 |                                        |
| RV 106           | Concerto in sol minore per flauto traversiere (o violino), violino, fagotto (o violoncello) e basso continuo / Concerto en sol mineur, pour flûte traversière, violon, basson et basse continue                                                                           |                                        |
| RV 107           | Concerto in sol minore per flauto traversiere, oboe, violino, fagotto e basso continuo / Concerto en sol mineur, pour flûte traversière, hautbois, violon, basson et basse continue                                                                                       |                                        |
| RV 108           | Concerto in la minore per flauto diritto, due violini e basso continuo / Concerto en la mineur, pour flûte à bec, deux violons et basse continue |                                        |

### Œuvres pour orchestre (sans soliste) et basse continue (RV 109-169)
| RV               | Op.         | Désignation | Notes                                                                            |
| ---------------- | ----------- | --- | -------------------------------------------------------------------------------- |
| RV 109           |             | Concerto in do maggiore per archi e basso continuo / Concerto en do majeur, pour cordes et basse continue |                                                                                  |
| RV 110           |             | Concerto in do maggiore per archi e basso continuo / Concerto en do majeur, pour cordes et basse continue |                                                                                  |
| RV 111           |             | Concerto in do maggiore per archi e basso continuo / Concerto en do majeur, pour cordes et basse continue |                                                                                  |
| RV 111a          |             | Sinfonia in do maggiore per archi e basso continuo / Sinfonia en do majeur, pour cordes et basse continue |                                                                                  |
| RV 112           |             | Sinfonia in do maggiore per (due flauti traversieri) archi e basso continuo / Sinfonia en do majeur, pour cordes et basse continue |                                                                                  |
| RV 113           |             | Concerto in do maggiore per archi e basso continuo / Concerto en do majeur, pour cordes et basse continue |                                                                                  |
| RV 114           |             | Concerto in do maggiore per archi e basso continuo / Concerto en do majeur, pour cordes et basse continue |                                                                                  |
| RV 115           |             | « Concerto ripieno » Concerto in do maggiore per archi e basso continuo / Concerto en do majeur, pour cordes et basse continue |                                                                                  |
| (RV 116) Anh 144 |             | Sinfonia in do maggiore per archi e basso continuo / Sinfonia en do majeur, pour cordes et basse continue → RV Anh 144 | - Attribution erronée                                                            |
| RV 117           |             | Concerto in do maggiore per archi e basso continuo / Concerto en do majeur, pour cordes et basse continue |                                                                                  |
| RV 802 (inc.)    |             | « L'Improvisata » / L'impromptue Sinfonia in do maggiore per archi e basso continuo / Sinfonia en do majeur, pour cordes et basse continue |                                                                                  |
| RV 118           |             | Concerto in do minore per archi e basso continuo / Concerto en do mineur, pour cordes et basse continue |                                                                                  |
| RV 119           |             | Concerto in do minore per archi e basso continuo / Concerto en do mineur, pour cordes et basse continue |                                                                                  |
| RV 120           |             | Concerto in do minore per archi e basso continuo / Concerto en do mineur, pour cordes et basse continue |                                                                                  |
| RV 121           |             | Concerto in re maggiore per archi e basso continuo / Concerto en ré majeur, pour cordes et basse continue |                                                                                  |
| RV 122           |             | Sinfonia in re maggiore per (due oboi, fagotto) archi e basso continuo / Sinfonia en ré majeur, pour cordes et basse continue → RV Anh 155 | - Attribution erronée                                                            |
| RV 123           |             | Concerto in re maggiore per archi e basso continuo / Concerto en ré majeur, pour cordes et basse continue |                                                                                  |
| RV 124           | Op. 12 No.3 | Concerto in re maggiore per archi e basso continuo / Concerto en ré majeur, pour cordes et basse continue |                                                                                  |
| RV 125 (inc.)    |             | Sinfonia in re maggiore per archi e basso continuo / Sinfonia en ré majeur, pour cordes et basse continue → RV Anh 156 | - Attribution incertaine, probablement d'un autre compositeur - Œuvre incomplète |
| RV 126 (inc.)    |             | Concerto in re maggiore per archi e basso continuo / Concerto en ré majeur, pour cordes et basse continue |                                                                                  |
| RV 786 (inc.)    |             | Sinfonia in re maggiore per archi e basso continuo / Sinfonia en ré majeur, pour cordes et basse continue |                                                                                  |
| RV 127           |             | Concerto in re minore per archi e basso continuo / Concerto en ré mineur, pour cordes et basse continue |                                                                                  |
| RV 128           |             | Concerto in re minore per archi e basso continuo / Concerto en ré mineur, pour cordes et basse continue |                                                                                  |
| RV 129           |             | « Concerto madrigalesco » / Concerto madrigalesque Concerto in re minore per archi e basso continuo / Concerto en ré mineur, pour cordes et basse continue                                                                                         |                                                                                  |
| RV 130           |             | « Sonata al Santo Sepolcro » / Sonate au Saint-Sépulcre Sonata in mi bemolle maggiore per archI (o a quattro) e basso continuo / Sonate en mi bémol majeur, pour cordes et basse continue                                                          |                                                                                  |
| RV 131           |             | Sinfonia in mi maggiore per archi e basso continuo / Sinfonia en mi majeur, pour cordes et basse continue |                                                                                  |
| (RV 132) Anh 96  |             | Sinfonia in mi maggiore per archi e basso continuo / Sinfonia en mi majeur, pour cordes et basse continue → RV Anh 96 | - Attribution erronée - Œuvre de Johann Gottlieb Janitsch                        |
| RV 133           |             | Concerto in mi minore per archi e basso continuo / Concerto en mi mineur, pour cordes et basse continue |                                                                                  |
| RV 134           |             | Concerto (o Sinfonia) in mi minore per archi e basso continuo / Concerto (ou Sinfonia) en mi mineur, pour cordes et basse continue |                                                                                  |
| RV 135           |             | Sinfonia in fa maggiore per (due corni, fagotto) archi e basso continuo / Sinfonia en fa majeur, pour cordes et basse continue |                                                                                  |
| RV 136           |             | Concerto in fa maggiore per archi e basso continuo / Concerto en fa majeur, pour cordes et basse continue |                                                                                  |
| (RV 137) Anh 157 |             | Sinfonia in fa maggiore per archi e basso continuo / Sinfonia en fa majeur, pour cordes et basse continue → RV Anh 157 | - Attribution à Vivaldi improbable                                               |
| RV 138           |             | Concerto in fa maggiore per archi e basso continuo / Concerto en fa majeur, pour cordes et basse continue |                                                                                  |
| RV 139           |             | Concerto in fa maggiore per archi e basso continuo / Concerto en fa majeur, pour cordes et basse continue |                                                                                  |
| RV 140           |             | Sinfonia (o Concerto) in fa maggiore per (due oboi, due fagotti, due corni) archi e basso continuo / Sinfonia (ou Concerto) en fa majeur, pour cordes et basse continue                                                                            |                                                                                  |
| RV 141           |             | Concerto in fa maggiore per archi e basso continuo / Concerto en fa majeur, pour cordes et basse continue |                                                                                  |
| RV 142           |             | Concerto in fa maggiore per archi e basso continuo / Concerto en fa majeur, pour cordes et basse continue |                                                                                  |
| RV 143           |             | Concerto in fa minore per archi e basso continuo / Concerto en fa mineur, pour cordes et basse continue |                                                                                  |
| (RV 144) Anh 70  |             | Introduzione (o Sinfonia) in sol maggiore per archi e basso continuo / Introduction (ou Sinfonia) en sol majeur, pour cordes et basse continue → RV Anh 70                                                                                         | - Attribution erronée - Œuvre de Giuseppe Tartini                                |
| RV 145           |             | Concerto in sol maggiore per archi e basso continuo / Concerto en sol majeur, pour cordes et basse continue |                                                                                  |
| RV 146           |             | Concerto (o Sinfonia) in sol maggiore per archI (o tre violini) e basso continuo / Concerto (ou Sinfonia) en sol majeur, pour cordes et basse continue                                                                                             |                                                                                  |
| RV 147           |             | Sinfonia in sol maggiore per archI (due flauti traversieri, oboe) e basso continuo / Sinfonia en sol majeur, pour cordes et basse continue |                                                                                  |
| (RV 148) Anh 68  |             | Sinfonia in sol maggiore per archi e basso continuo / Sinfonia en sol majeur, pour cordes et basse continue → RV Anh 68 | - Faussement attribuée - Composition de Domenico Gallo                           |
| RV 149           |             | « Il coro delle Muse » / La chorale des muses Sinfonia in sol maggiore per archi e basso continuo / Sinfonia en sol majeur, pour cordes et basse continue                                                                                          |                                                                                  |
| RV 150           |             | Concerto in sol maggiore per archi e basso continuo / Concerto en sol majeur, pour cordes et basse continue |                                                                                  |
| RV 151           |             | « Concerto alla rustica » / Concerto rustique Concerto in sol maggiore per (due oboi) archi e basso continuo / Concerto en sol majeur, pour cordes et basse continue                                                                               |                                                                                  |
| RV 152           |             | « Concerto ripieno » Concerto in sol minore per archi e basso continuo / Concerto en sol mineur, pour cordes et basse continue |                                                                                  |
| RV 153           |             | « L'originale » Concerto in sol minore per archi e basso continuo / Concerto en sol mineur, pour cordes et basse continue |                                                                                  |
| RV 154           |             | Concerto in sol minore per archi e basso continuo / Concerto en sol mineur, pour cordes et basse continue |                                                                                  |
| RV 155           |             | Concerto in sol minore per archi e basso continuo / Concerto en sol mineur, pour cordes et basse continue |                                                                                  |
| RV 156           |             | Concerto in sol minore per archi e basso continuo / Concerto en sol mineur, pour cordes et basse continue |                                                                                  |
| RV 157           |             | Concerto in sol minore per archi e basso continuo / Concerto en sol mineur, pour cordes et basse continue |                                                                                  |
| RV 158           |             | « Concerto ripieno » Concerto in la maggiore per archi e basso continuo / Concerto en la majeur, pour cordes et basse continue |                                                                                  |
| RV 159           |             | Concerto in la maggiore per archi e basso continuo / Concerto en la majeur, pour cordes et basse continue |                                                                                  |
| RV 160           |             | Concerto in la maggiore per archi e basso continuo / Concerto en la majeur, pour cordes et basse continue |                                                                                  |
| RV 161           |             | Concerto in la minore per archi e basso continuo / Concerto en la mineur, pour cordes et basse continue |                                                                                  |
| RV 162           |             | Sinfonia (o Concerto) in si bemolle maggiore per (due flauti, due oboi, fagotto) archi e basso continuo / Sinfonia (ou Concerto) en si bémol majeur, pour cordes et basse continue                                                                 |                                                                                  |
| RV 163           |             | « Concerto conca » / La conque Concerto in si bemolle maggiore per archi e basso continuo / Concerto en si bémol majeur, pour cordes et basse continue                                                                                             |                                                                                  |
| RV 164           |             | Concerto in si bemolle maggiore per archi e basso continuo / Concerto en si bémol majeur, pour cordes et basse continue |                                                                                  |
| RV 165           |             | Concerto in si bemolle maggiore per archi e basso continuo / Concerto en si bémol majeur, pour cordes et basse continue |                                                                                  |
| RV 166           |             | Concerto in si bemolle maggiore per archi e basso continuo / Concerto en si bémol majeur, pour cordes et basse continue |                                                                                  |
| RV 167           |             | Concerto in si bemolle maggiore per archi e basso continuo / Concerto en si bémol majeur, pour cordes et basse continue |                                                                                  |
| RV 168           |             | Sinfonia in si minore per archi e basso continuo / Sinfonia en si mineur, pour cordes et basse continue |                                                                                  |
| RV 169           |             | « Sinfonia al Santo Sepolcro » / Sinfonia au Saint-Sépulcre Sinfonia (o Sonata) in si minore per archI (o due violini e viola) e basso continuo (senza tastiera) / Sinfonia (ou Sonate) en si mineur, pour cordes et basse continue (sans clavier) |                                                                                  |

### Œuvres pour un instrument solo, orchestre et basse continue (RV 170-504)

#### Œuvres pour violon, orchestre et basse continue (RV 170-391)

##### do maj (RV 170-195)
| RV                         | Op.         | Désignation | Notes                                                                                 |
| -------------------------- | ----------- | --- | ------------------------------------------------------------------------------------- |
| RV 170                     |             | Concerto in do maggiore per violino, archi e basso continuo / Concerto en do majeur, pour violon, cordes et basse continue                             |                                                                                       |
| RV 171                     |             | Concerto in do maggiore per violino, archi e basso continuo / Concerto en do majeur, pour violon, cordes et basse continue                             |                                                                                       |
| RV 172                     |             | Concerto in do maggiore per violino, archi e basso continuo / Concerto en do majeur, pour violon, cordes et basse continue                             |                                                                                       |
| (RV 172a) Anh deest (inc.) |             | Concerto in do maggiore per violino, archi e basso continuo / Concerto en do majeur, pour violon, cordes et basse continue → RV Anh deest (RV 172a)    | - Attribution erronée - Concerto pastiche avec une nouvelle finale de Carlo Tessarini |
| RV 173                     | Op. 12 No.4 | Concerto in do maggiore per violino, archi e basso continuo / Concerto en do majeur, pour violon, cordes et basse continue                             |                                                                                       |
| RV 174 (perd.)             |             | Concerto in do maggiore per violino, archi e basso continuo / Concerto en do majeur, pour violon, cordes et basse continue → RV Anh 143                | - Œuvre perdue - Attribution probable à Carlo Tessarini                               |
| (RV 175) Anh 104           |             | Concerto in do maggiore per violino, archi e basso continuo / Concerto en do majeur, pour violon, cordes et basse continue → RV Anh 104                | - Attribution erronée                                                                 |
| RV 176                     |             | Concerto in do maggiore per violino, archi e basso continuo / Concerto en do majeur, pour violon, cordes et basse continue                             |                                                                                       |
| RV 177                     |             | Concerto in do maggiore per violino, archi e basso continuo / Concerto en do majeur, pour violon, cordes et basse continue                             |                                                                                       |
| RV 178                     | Op. 8 No.12 | Concerto in do maggiore per violino, archi e basso continuo / Concerto en do majeur, pour violon, cordes et basse continue                             |                                                                                       |
| RV 179                     |             | Concerto in do maggiore per violino, archi e basso continuo / Concerto en do majeur, pour violon, cordes et basse continue                             |                                                                                       |
| RV 179a (inc.)             |             | Concerto in do maggiore per violino, archi e basso continuo / Concerto en do majeur, pour violon, cordes et basse continue                             |                                                                                       |
| RV 180                     | Op. 8 No.6  | « Il piacere » / Le plaisir Concerto in do maggiore per violino, archi e basso continuo / Concerto en do majeur, pour violon, cordes et basse continue |                                                                                       |
| RV 181                     |             | Concerto in do maggiore per violino, archi e basso continuo / Concerto en do majeur, pour violon, cordes et basse continue                             |                                                                                       |
| RV 181a                    | Op. 9 No.1  | Concerto in do maggiore per violino, archi e basso continuo / Concerto en do majeur, pour violon, cordes et basse continue                             |                                                                                       |
| RV 182                     |             | Concerto in do maggiore per violino, archi e basso continuo / Concerto en do majeur, pour violon, cordes et basse continue                             |                                                                                       |
| RV 183                     |             | Concerto in do maggiore per violino, archi e basso continuo / Concerto en do majeur, pour violon, cordes et basse continue                             |                                                                                       |
| RV 184                     |             | Concerto in do maggiore per violino (o oboe), archi e basso continuo / Concerto en do majeur, pour violon, cordes et basse continue                    |                                                                                       |
| RV 185                     | Op. 4 No.7  | Concerto in do maggiore per violino, archi e basso continuo / Concerto en do majeur, pour violon, cordes et basse continue                             |                                                                                       |
| RV 186                     |             | Concerto in do maggiore per violino, archi e basso continuo / Concerto en do majeur, pour violon, cordes et basse continue                             |                                                                                       |
| RV 187                     |             | Concerto in do maggiore per violino, archi e basso continuo / Concerto en do majeur, pour violon, cordes et basse continue                             |                                                                                       |
| RV 188                     | Op. 7 No.2  | Concerto in do maggiore per violino, archi e basso continuo / Concerto en do majeur, pour violon, cordes et basse continue                             |                                                                                       |
| RV 189                     |             | Concerto in do maggiore per violino, archi e basso continuo / Concerto en do majeur, pour violon, cordes et basse continue                             |                                                                                       |
| RV 190                     |             | Concerto in do maggiore per violino, archi e basso continuo / Concerto en do majeur, pour violon, cordes et basse continue                             |                                                                                       |
| RV 191                     |             | Concerto in do maggiore per violino, archi e basso continuo / Concerto en do majeur, pour violon, cordes et basse continue                             |                                                                                       |
| RV 192                     |             | Sinfonia in do maggiore per violino, (due oboi), archi e basso continuo / Sinfonia en do majeur, pour violon, cordes et basse continue                 |                                                                                       |
| RV 192a                    |             | Sinfonia in do maggiore per violino, archi e basso continuo / Sinfonia en do majeur, pour violon, cordes et basse continue                             |                                                                                       |
| RV 193 (perd.)             |             | Concerto in do maggiore per violino, archi e basso continuo / Concerto en do majeur, pour violon, cordes et basse continue                             |                                                                                       |
| RV 194                     |             | Concerto in do maggiore per violino, archi e basso continuo / Concerto en do majeur, pour violon, cordes et basse continue                             |                                                                                       |
| RV 195                     |             | Concerto in do maggiore per violino, archi e basso continuo / Concerto en do majeur, pour violon, cordes et basse continue                             |                                                                                       |
| RV 741 (perd.)             |             | Sinfonia en do maggiore per archi / Sinfonia, en do majeur, pour cordes                                                                                |                                                                                       |

##### do min (RV 196-202)
| RV             | Op.         | Désignation |
| -------------- | ----------- | --- |
| RV 196         | Op. 4 No.10 | Concerto in do minore per violino, archi e basso continuo / Concerto en do mineur, pour violon, cordes et basse continue                              |
| RV 197         |             | Concerto in do minore per violino, archi e basso continuo / Concerto en do mineur, pour violon, cordes et basse continue                              |
| RV 198         |             | Concerto in do minore per violino, archi e basso continuo / Concerto en do mineur, pour violon, cordes et basse continue                              |
| RV 198a        | Op. 9 No.11 | Concerto in do minore per violino, archi e basso continuo / Concerto en do mineur, pour violon, cordes et basse continue                              |
| RV 199         |             | « Il sospetto » / Le suspect Concerto in do minore per violino, archi e basso continuo / Concerto en do mineur, pour violon, cordes et basse continue |
| RV 200 (perd.) |             | Concerto in do minore per violino, archi e basso continuo / Concerto en do mineur, pour violon, cordes et basse continue                              |
| RV 201         |             | Concerto in do minore per violino, archi e basso continuo / Concerto en do mineur, pour violon, cordes et basse continue                              |
| RV 202         | Op. 11 No.5 | Concerto in do minore per violino, (due fagotti), archi e basso continuo / Concerto en do mineur, pour violon, cordes et basse continue               |
| RV 761         |             | « Amato bene » / Bien aimé Concerto in do minore per violino, archi e basso continuo / Concerto en do mineur, pour violon, cordes et basse continue   |
| RV 771 (inc.)  |             | Concerto in do minore per violino, archi e basso continuo / Concerto en do mineur, pour violon, cordes et basse continue                              |

##### ré maj (RV 203-234)
| RV                     | Op.         | Désignation |
| ---------------------- | ----------- | --- |
| RV 203 (inc.)          |             | Concerto in re maggiore per violino, archi e basso continuo / Concerto en ré majeur, pour violon, cordes et basse continue                                                  |
| RV 204                 | Op. 4 No.11 | Concerto in re maggiore per violino, archi e basso continuo / Concerto en ré majeur, pour violon, cordes et basse continue                                                  |
| RV 205                 |             | Concerto in re maggiore per violino, archi e basso continuo / Concerto en ré majeur, pour violon, cordes et basse continue                                                  |
| RV 206                 |             | Concerto in re maggiore per violino, archi e basso continuo / Concerto en ré majeur, pour violon, cordes et basse continue                                                  |
| RV 207                 | Op. 11 No.1 | Concerto in re maggiore per violino, archi e basso continuo / Concerto en ré majeur, pour violon, cordes et basse continue                                                  |
| RV 208                 |             | « Il grosso mogul » / Le grand nabab Concerto in re maggiore per violino, archi e basso continuo / Concerto en ré majeur, pour violon, cordes et basse continue             |
| RV 208a                | Op. 7 No.11 | Concerto in re maggiore per violino, archi e basso continuo / Concerto en ré majeur, pour violon, cordes et basse continue                                                  |
| RV 209                 |             | Concerto in re maggiore per violino, archi e basso continuo / Concerto en ré majeur, pour violon, cordes et basse continue                                                  |
| RV 210                 | Op. 8 No.11 | Concerto in re maggiore per violino, archi e basso continuo / Concerto en ré majeur, pour violon, cordes et basse continue                                                  |
| RV 211                 |             | Concerto in re maggiore per violino, archi e basso continuo / Concerto en ré majeur, pour violon, cordes et basse continue                                                  |
| RV 212 (inc.)          |             | Concerto in re maggiore per violino, (due oboi, fagotto), archi e basso continuo / Concerto en ré majeur, pour violon, cordes et basse continue                             |
| RV 212a                |             | Concerto in re maggiore per violino, archi e basso continuo / Concerto en ré majeur, pour violon, cordes et basse continue                                                  |
| RV 213                 |             | Concerto in re maggiore per violino, archi e basso continuo / Concerto en ré majeur, pour violon, cordes et basse continue                                                  |
| RV 213a (inc.)         |             | Concerto in re maggiore per violino, (due flauti traversieri, due oboi), archi e basso continuo / Concerto en ré majeur, pour violon, cordes et basse continue - I. Allegro |
| RV 214                 | Op. 7 No.12 | Concerto in re maggiore per violino, archi e basso continuo / Concerto en ré majeur, pour violon, cordes et basse continue                                                  |
| RV 215                 |             | Concerto in re maggiore per violino, archi e basso continuo / Concerto en ré majeur, pour violon, cordes et basse continue                                                  |
| RV 216                 | Op. 6 No.4  | Concerto in re maggiore per violino, archi e basso continuo / Concerto en ré majeur, pour violon, cordes et basse continue                                                  |
| RV 217                 |             | Concerto in re maggiore per violino, archi e basso continuo / Concerto en ré majeur, pour violon, cordes et basse continue                                                  |
| RV 218                 |             | Concerto in re maggiore per violino, archi e basso continuo / Concerto en ré majeur, pour violon, cordes et basse continue                                                  |
| RV 219                 |             | Concerto in re maggiore per violino, archi e basso continuo / Concerto en ré majeur, pour violon, cordes et basse continue                                                  |
| RV 220                 |             | Concerto in re maggiore per violino, archi e basso continuo / Concerto en ré majeur, pour violon, cordes et basse continue                                                  |
| RV 221                 |             | Concerto in re maggiore per violino « in tromba marina », archi e basso continuo / Concerto en ré majeur, pour violon (in tromba), cordes et basse continue                 |
| RV 222                 |             | Concerto in re maggiore per violino, archi e basso continuo / Concerto en ré majeur, pour violon, cordes et basse continue                                                  |
| RV 223                 |             | Concerto in re maggiore per violino, archi e basso continuo / Concerto en ré majeur, pour violon, cordes et basse continue                                                  |
| RV 224                 |             | Concerto in re maggiore per violino, archi e basso continuo / Concerto en ré majeur, pour violon, cordes et basse continue                                                  |
| RV 224a                |             | Concerto in re maggiore per violino, archi e basso continuo / Concerto en ré majeur, pour violon, cordes et basse continue                                                  |
| RV 225                 |             | Concerto in re maggiore per violino, archi e basso continuo / Concerto en ré majeur, pour violon, cordes et basse continue                                                  |
| RV 226                 |             | Concerto in re maggiore per violino, archi e basso continuo / Concerto en ré majeur, pour violon, cordes et basse continue                                                  |
| RV 227                 |             | Concerto in re maggiore per violino, archi e basso continuo / Concerto en ré majeur, pour violon, cordes et basse continue                                                  |
| RV 228                 |             | Concerto in re maggiore per violino, archi e basso continuo / Concerto en ré majeur, pour violon, cordes et basse continue                                                  |
| RV 229                 |             | Concerto in re maggiore per violino, archi e basso continuo / Concerto en ré majeur, pour violon, cordes et basse continue                                                  |
| RV 230                 | Op. 3 No.9  | Concerto in re maggiore per violino, archi e basso continuo / Concerto en ré majeur, pour violon, cordes et basse continue                                                  |
| RV 231                 |             | Concerto in re maggiore per violino, archi e basso continuo / Concerto en ré majeur, pour violon, cordes et basse continue                                                  |
| RV 232                 |             | Concerto in re maggiore per violino, archi e basso continuo / Concerto en ré majeur, pour violon, cordes et basse continue                                                  |
| RV 233                 |             | Concerto in re maggiore per violino, archi e basso continuo / Concerto en ré majeur, pour violon, cordes et basse continue                                                  |
| RV 234                 |             | « L’inquietudine » / Les préoccupations Concerto in re maggiore per violino, archi e basso continuo / Concerto en ré majeur, pour violon, cordes et basse continue          |
| RV 752 (perd.)         |             | Concerto in re maggiore per violino, archi e basso continuo / Concerto en ré majeur, pour violon, cordes et basse continue                                                  |
| RV 772 (inc.)          |             | Concerto in re maggiore per violino, archi e basso continuo / Concerto en ré majeur, pour violon, cordes et basse continue                                                  |
| RV 818 (Anh 72) (inc.) |             | Concerto in re maggiore per violino, archi e basso continuo / Concerto en ré majeur, pour violon, cordes et basse continue                                                  |
| RV 742 (inc.)          |             | Frammento di concerto per violino, archi e basso continuo / Fragment de concerto en ré majeur, pour violon, cordes et basse continue                                        |

##### ré min (RV 235-249)
| RV              | Op.         | Désignation |
| --------------- | ----------- | --- |
| RV 235          |             | Concerto in re minore per violino, archi e basso continuo / Concerto en ré mineur, pour violon, cordes et basse continue                                                         |
| RV 236          | Op. 8 No.9  | Concerto in re minore per violino, archi e basso continuo / Concerto en ré mineur, pour violon, cordes et basse continue                                                         |
| RV 237          |             | Concerto in re minore per violino, archi e basso continuo / Concerto en ré mineur, pour violon, cordes et basse continue                                                         |
| RV 238          | Op. 9 No.8  | Concerto in re minore per violino, archi e basso continuo / Concerto en ré mineur, pour violon, cordes et basse continue                                                         |
| RV 239          | Op. 6 No.6  | Concerto in re minore per violino, archi e basso continuo / Concerto en ré mineur, pour violon, cordes et basse continue                                                         |
| RV 240          |             | Concerto in re minore per violino, archi e basso continuo / Concerto en ré mineur, pour violon, cordes et basse continue                                                         |
| RV 241          |             | Concerto in re minore per violino, archi e basso continuo / Concerto en ré mineur, pour violon, cordes et basse continue                                                         |
| RV 242          | Op. 8 No.7  | Concerto in re minore per violino, archi e basso continuo / Concerto en ré mineur, pour violon, cordes et basse continue                                                         |
| RV 243          |             | « Concerto senza cantin » Concerto in re minore per violino (senza cantin), archi e basso continuo / Concerto en ré mineur, pour violon (senza cantin), cordes et basse continue |
| RV 244          | Op. 12 No.2 | Concerto in re minore per violino, archi e basso continuo / Concerto en ré mineur, pour violon, cordes et basse continue                                                         |
| RV 245          |             | Concerto in re minore per violino, archi e basso continuo / Concerto en ré mineur, pour violon, cordes et basse continue                                                         |
| RV 246          |             | Concerto in re minore per violino, archi e basso continuo / Concerto en ré mineur, pour violon, cordes et basse continue                                                         |
| RV 247          |             | Concerto in re minore per violino, archi e basso continuo / Concerto en ré mineur, pour violon, cordes et basse continue                                                         |
| RV 248          |             | Concerto in re minore per violino, archi e basso continuo / Concerto en ré mineur, pour violon, cordes et basse continue                                                         |
| RV 249          | Op. 4 No.8  | Concerto in re minore per violino, archi e basso continuo / Concerto en ré mineur, pour violon, cordes et basse continue                                                         |
| RV 769          |             | Concerto in re minore per violino, archi e basso continuo / Concerto en ré mineur, pour violon, cordes et basse continue                                                         |
| RV 770          |             | Concerto in re minore per violino, archi e basso continuo / Concerto en ré mineur, pour violon, cordes et basse continue                                                         |
| RV 813 (Anh 10) |             | Concerto in re minore per violino, archi e basso continuo / Concerto en ré mineur, pour violon, cordes et basse continue                                                         |

##### mi maj (RV 250-271)
| RV             | Op.         | Désignation |
| -------------- | ----------- | --- |
| RV 250         |             | Concerto in mi bemolle maggiore per violino, archi e basso continuo / Concerto en mi bémol majeur, pour violon, cordes et basse continue                                                                                                 |
| RV 251         |             | Concerto in mi bemolle maggiore per violino, archi e basso continuo / Concerto en mi bémol majeur, pour violon, cordes et basse continue                                                                                                 |
| RV 252         |             | Concerto in mi bemolle maggiore per violino, archi e basso continuo / Concerto en mi bémol majeur, pour violon, cordes et basse continue                                                                                                 |
| RV 253         | Op. 8 No.5  | « La tempesta di mare » / La tempête en mer Concerto in mi bemolle maggiore per violino, (due oboi, fagotto), archi e basso continuo / Concerto en mi bémol majeur, pour violon, cordes et basse continue                                |
| RV 254         |             | Concerto in mi bemolle maggiore per violino, archi e basso continuo / Concerto en mi bémol majeur, pour violon, cordes et basse continue                                                                                                 |
| RV 255 (perd.) |             | Concerto in mi bemolle maggiore per violino, archi e basso continuo / Concerto en mi bémol majeur, pour violon, cordes et basse continue - (I. Allegro)                                                                                  |
| RV 256         |             | « Il ritiro » / La retraite Concerto in mi bemolle maggiore per violino, archi e basso continuo / Concerto en mi bémol majeur, pour violon, cordes et basse continue                                                                     |
| RV 257         |             | Concerto in mi bemolle maggiore per violino, archi e basso continuo / Concerto en mi bémol majeur, pour violon, cordes et basse continue                                                                                                 |
| RV 258         |             | Concerto in mi bemolle maggiore per violino, archi e basso continuo / Concerto en mi bémol majeur, pour violon, cordes et basse continue                                                                                                 |
| RV 259         | Op. 6 No.2  | Concerto in mi bemolle maggiore per violino, archi e basso continuo / Concerto en mi bémol majeur, pour violon, cordes et basse continue                                                                                                 |
| RV 260         |             | Concerto in mi bemolle maggiore per violino, archi e basso continuo / Concerto en mi bémol majeur, pour violon, cordes et basse continue                                                                                                 |
| RV 261         |             | Concerto in mi bemolle maggiore per violino, archi e basso continuo / Concerto en mi bémol majeur, pour violon, cordes et basse continue                                                                                                 |
| RV 262         |             | Concerto in mi bemolle maggiore per violino, archi e basso continuo / Concerto en mi bémol majeur, pour violon, cordes et basse continue                                                                                                 |
| RV 263         |             | Concerto in mi maggiore per violino, archi e basso continuo / Concerto en mi majeur, pour violon, cordes et basse continue |
| RV 263a        | Op. 9 No.4  | Concerto in mi maggiore per violino, archi e basso continuo / Concerto en mi majeur, pour violon, cordes et basse continue |
| RV 264         |             | Concerto in mi maggiore per violino, archi e basso continuo / Concerto en mi majeur, pour violon, cordes et basse continue |
| RV 265         | Op. 3 No.12 | Concerto in mi maggiore per violino, archi e basso continuo / Concerto en mi majeur, pour violon, cordes et basse continue |
| RV 266         |             | Concerto in mi maggiore per violino, archi e basso continuo / Concerto en mi majeur, pour violon, cordes et basse continue |
| RV 267         |             | Concerto in mi maggiore per violino, archi e basso continuo / Concerto en mi majeur, pour violon, cordes et basse continue |
| RV 267a (inc.) |             | Concerto in mi maggiore per violino, archi e basso continuo / Concerto en mi majeur, pour violon, cordes et basse continue |
| RV 268         |             | Concerto in mi maggiore per violino, archi e basso continuo / Concerto en mi majeur, pour violon, cordes et basse continue |
| RV 269         | Op. 8 No.1  | « Le quattro stagioni: La primavera » / Les quatre saisons : Le printemps Concerto in mi maggiore per violino, archi e basso continuo / Concerto en mi majeur, pour violon, cordes et basse continue                                     |
| RV 270         |             | « Il riposo per il Santo Natale » / Le repos de la sainte nuit de Noël Concerto in mi maggiore per violino, archi e basso continuo (senza cembali sempre) / Concerto en mi majeur, pour violon, cordes et basse continue (sans clavecin) |
| RV 270a (inc.) |             | Concerto in mi maggiore per violino, archi e basso continuo / Concerto en mi majeur, pour violon, cordes et basse continue |
| RV 271         |             | « L’amoroso » / L'amoureux Concerto in mi maggiore per violino, archi e basso continuo / Concerto en mi majeur, pour violon, cordes et basse continue                                                                                    |
| RV 762         |             | Concerto in mi maggiore per violino, archi e basso continuo / Concerto en mi majeur, pour violon, cordes et basse continue |

##### mi min (RV 272-281)
| RV                  | Op.         | Désignation | Notes |
| ------------------- | ----------- | --- | --- |
| (RV 272) Anh 64     |             | Concerto in mi minore per violino (o flauto traversiere), archi e basso continuo / Concerto en mi mineur, pour violon, cordes et basse continue → RV Anh 64 et RV Anh 64a | - Attribution erronée - Probablement composé par Johann Adolf Hasse ou peut être par Angelo Maria Scaccia                                                        |
| RV 273              |             | Concerto in mi minore per violino, archi e basso continuo / Concerto en mi mineur, pour violon, cordes et basse continue                                                  | |
| (RV 274) Anh 106    |             | Concerto in mi minore per violino, archi e basso continuo / Concerto en mi mineur, pour violon, cordes et basse continue → RV Anh 106                                     | - Attribution probablement erronée pour des raisons stylistiques                                                                                                 |
| RV 275              |             | Concerto in mi minore per violino, archi e basso continuo / Concerto en mi mineur, pour violon, cordes et basse continue                                                  | |
| (RV 275a) Anh deest |             | Concerto in mi minore per violino (o flauto traversiere), archi e basso continuo / Concerto en mi mineur, pour violon, cordes et basse continue → RV Anh deest (RV 275a)  | - Attribution erronée - Modification du Concerto RV 275 par Christoph Graupner - Voir également la version modifiée pour flûte traversière RV Anh deest (RV 430) |
| RV 276              |             | Concerto in mi minore per violino, archi e basso continuo / Concerto en mi mineur, pour violon, cordes et basse continue                                                  | |
| RV 277              | Op. 11 No.2 | « Il favorito » / Le favori Concerto in mi minore per violino, archi e basso continuo / Concerto en mi mineur, pour violon, cordes et basse continue                      | |
| RV 278              |             | Concerto in mi minore per violino, archi e basso continuo / Concerto en mi mineur, pour violon, cordes et basse continue                                                  | |
| RV 279              | Op. 4 No.2  | Concerto in mi minore per violino, archi e basso continuo / Concerto en mi mineur, pour violon, cordes et basse continue                                                  | |
| RV 280              | Op. 6 No.5  | Concerto in mi minore per violino, archi e basso continuo / Concerto en mi mineur, pour violon, cordes et basse continue                                                  | |
| RV 281              |             | Concerto in mi minore per violino, archi e basso continuo / Concerto en mi mineur, pour violon, cordes et basse continue                                                  | |

##### fa maj (RV 282-296)
| RV                      | Op.             | Désignation | Notes                                                    |
| ----------------------- | --------------- | --- | -------------------------------------------------------- |
| RV 282                  |                 | Concerto in fa maggiore per violino, archi e basso continuo / Concerto en fa majeur, pour violon, cordes et basse continue                                                                     |                                                          |
| RV 283                  |                 | Concerto in fa maggiore per violino, archi e basso continuo / Concerto en fa majeur, pour violon, cordes et basse continue                                                                     |                                                          |
| RV 284                  | Op. 4 No.9      | Concerto in fa maggiore per violino, archi e basso continuo / Concerto en fa majeur, pour violon, cordes et basse continue                                                                     |                                                          |
| RV 285                  |                 | Concerto in fa maggiore per violino, archi e basso continuo / Concerto en fa majeur, pour violon, cordes et basse continue                                                                     |                                                          |
| RV 285a                 | Op. 7 No.5      | Concerto in fa maggiore per violino, archi e basso continuo / Concerto en fa majeur, pour violon, cordes et basse continue                                                                     |                                                          |
| RV 286                  |                 | Concerto in fa maggiore per violino, archi e basso continuo / Concerto en fa majeur, pour violon, cordes et basse continue                                                                     |                                                          |
| RV 287                  |                 | Concerto in fa maggiore per violino, archi e basso continuo / Concerto en fa majeur, pour violon, cordes et basse continue                                                                     |                                                          |
| RV 288                  |                 | Concerto in fa maggiore per violino, archi e basso continuo / Concerto en fa majeur, pour violon, cordes et basse continue                                                                     |                                                          |
| RV 289                  |                 | Concerto in fa maggiore per violino, archi e basso continuo / Concerto en fa majeur, pour violon, cordes et basse continue                                                                     |                                                          |
| RV 290 (perd.)          |                 | Concerto in fa maggiore per violino, archi e basso continuo / Concerto en fa majeur, pour violon, cordes et basse continue                                                                     |                                                          |
| RV 291                  | [Op. 4] [No.6 ] | Concerto in fa maggiore per violino, archi e basso continuo / Concerto en fa majeur, pour violon, cordes et basse continue                                                                     |                                                          |
| RV 292                  |                 | Concerto in fa maggiore per violino, archi e basso continuo / Concerto en fa majeur, pour violon, cordes et basse continue                                                                     |                                                          |
| RV 293                  | Op. 8 No.3      | « Le quattro stagioni: L’autunno » / Les quatre saisons : L'automne Concerto in fa maggiore per violino, archi e basso continuo / Concerto en fa majeur, pour violon, cordes et basse continue |                                                          |
| RV 294                  |                 | « Il ritiro » / La retraite Concerto in fa maggiore per violino, archi e basso continuo / Concerto en fa majeur, pour violon, cordes et basse continue                                         |                                                          |
| RV 294a                 | Op. 7 No.10     | « Il ritiro » / La retraite Concerto in fa maggiore per violino, archi e basso continuo / Concerto en fa majeur, pour violon, cordes et basse continue                                         |                                                          |
| RV 295                  |                 | Concerto in fa maggiore per violino, archi e basso continuo / Concerto en fa majeur, pour violon, cordes et basse continue                                                                     |                                                          |
| RV 296                  |                 | Concerto in fa maggiore per violino, archi e basso continuo / Concerto en fa majeur, pour violon, cordes et basse continue                                                                     |                                                          |
| (RV 773) Anh 154 (inc.) |                 | Concerto in fa maggiore per violino, archi e basso continuo / Concerto en fa majeur, pour violon, cordes et basse continue → RV Anh 154                                                        | - Œuvre incomplète, probablement de Francesco Brusa (it) |
| RV 794 (inc.)           |                 | Concerto in fa maggiore per violino, archi e basso continuo / Concerto en fa majeur, pour violon, cordes et basse continue                                                                     |                                                          |

##### fa min (RV 297)
| RV             | Op.        | Désignation |
| -------------- | ---------- | --- |
| RV 297         | Op. 8 No.4 | « Le quattro stagioni: L’inverno » / Les quatre saisons : L'hiver Concerto in fa minore per violino, archi e basso continuo / Concerto en fa mineur, pour violon, cordes et basse continue |
| RV 743 (perd.) |            | Composizione strumentale in fa minore / Composition instrumentale, en fa mineur |

##### sol maj (RV 298-314)
| RV             | Op.         | Désignation |
| -------------- | ----------- | --- |
| RV 298         | Op. 4 No.12 | Concerto in sol maggiore per violino, archi e basso continuo / Concerto en sol majeur, pour violon, cordes et basse continue                                             |
| RV 299         | Op. 7 No.8  | Concerto in sol maggiore per violino, archi e basso continuo / Concerto en sol majeur, pour violon, cordes et basse continue                                             |
| RV 300         | Op. 9 No.10 | Concerto in sol maggiore per violino, archi e basso continuo / Concerto en sol majeur, pour violon, cordes et basse continue                                             |
| RV 301         | Op. 4 No.3  | Concerto in sol maggiore per violino, archi e basso continuo / Concerto en sol majeur, pour violon, cordes et basse continue                                             |
| RV 302         |             | Concerto in sol maggiore per violino, archi e basso continuo / Concerto en sol majeur, pour violon, cordes et basse continue                                             |
| RV 303         |             | Concerto in sol maggiore per violino, archi e basso continuo / Concerto en sol majeur, pour violon, cordes et basse continue                                             |
| RV 304 (perd.) |             | Concerto in sol maggiore per violino, archi e basso continuo / Concerto en sol majeur, pour violon, cordes et basse continue                                             |
| RV 305 (perd.) |             | Concerto in sol maggiore per violino, archi e basso continuo / Concerto en sol majeur, pour violon, cordes et basse continue                                             |
| RV 306         |             | Concerto in sol maggiore per violino, archi e basso continuo / Concerto en sol majeur, pour violon, cordes et basse continue                                             |
| RV 307         |             | Concerto in sol maggiore per violino, archi e basso continuo / Concerto en sol majeur, pour violon, cordes et basse continue                                             |
| RV 308         | Op. 11 No.4 | Concerto in sol maggiore per violino, archi e basso continuo / Concerto en sol majeur, pour violon, cordes et basse continue                                             |
| RV 309 (perd.) |             | « Il mare tempestoso » / La mer tempétueuse Concerto in sol maggiore per violino, archi e basso continuo / Concerto en sol majeur, pour violon, cordes et basse continue |
| RV 310         | Op. 3 No.3  | Concerto in sol maggiore per violino, archi e basso continuo / Concerto en sol majeur, pour violon, cordes et basse continue                                             |
| RV 311         |             | Concerto in sol maggiore per violino (in tromba marina), archi e basso continuo / Concerto en sol majeur, pour violon (in tromba), cordes et basse continue              |
| RV 312         |             | Concerto in sol maggiore per violino, archi e basso continuo / Concerto en sol majeur, pour violon, cordes et basse continue                                             |
| RV 313         |             | Concerto in sol maggiore per violino (in tromba marina), archi e basso continuo / Concerto en sol majeur, pour violon (in tromba), cordes et basse continue              |
| RV 314         |             | Concerto in sol maggiore per violino, archi e basso continuo / Concerto en sol majeur, pour violon, cordes et basse continue                                             |
| RV 314a        |             | Concerto in sol maggiore per violino, archi e basso continuo / Concerto en sol majeur, pour violon, cordes et basse continue                                             |

sol min (RV 315-334)
| RV             | Op.         | Désignation |
| -------------- | ----------- | --- |
| RV 315         | Op. 8 No.2  | « Le quattro stagioni: L’estate » / Les quatre saisons : L'été Concerto in sol minore per violino, archi e basso continuo / Concerto en sol mineur, pour violon, cordes et basse continue |
| RV 316 (perd.) |             | Concerto in sol minore per violino, archi e basso continuo / Concerto en sol mineur, pour violon, cordes et basse continue                                                                |
| RV 316a        | Op. 4 No.6  | Concerto in sol minore per violino, archi e basso continuo / Concerto en sol mineur, pour violon, cordes et basse continue                                                                |
| RV 317         | Op. 12 No.1 | Concerto in sol minore per violino, archi e basso continuo / Concerto en sol mineur, pour violon, cordes et basse continue                                                                |
| RV 318         | Op. 6 No.3  | Concerto in sol minore per violino, archi e basso continuo / Concerto en sol mineur, pour violon, cordes et basse continue                                                                |
| RV 319         |             | Concerto in sol minore per violino, (due oboi, fagotto), archi e basso continuo / Concerto en sol mineur, pour violon, cordes et basse continue                                           |
| RV 320 (inc.)  |             | Concerto in sol minore per violino, archi e basso continuo / Concerto en sol mineur, pour violon, cordes et basse continue                                                                |
| RV 321         |             | Concerto in sol minore per violino, archi e basso continuo / Concerto en sol mineur, pour violon, cordes et basse continue                                                                |
| RV 322 (inc.)  |             | Concerto in sol minore per violino, archi e basso continuo / Concerto en sol mineur, pour violon, cordes et basse continue                                                                |
| RV 323         |             | Concerto in sol minore per violino, archi e basso continuo / Concerto en sol mineur, pour violon, cordes et basse continue                                                                |
| RV 324         | Op. 6 No.1  | Concerto in sol minore per violino, archi e basso continuo / Concerto en sol mineur, pour violon, cordes et basse continue                                                                |
| RV 325         |             | Concerto in sol minore per violino, archi e basso continuo / Concerto en sol mineur, pour violon, cordes et basse continue                                                                |
| RV 326         | Op. 7 No.3  | Concerto in sol minore per violino, archi e basso continuo / Concerto en sol mineur, pour violon, cordes et basse continue                                                                |
| RV 327         |             | Concerto in sol minore per violino, archi e basso continuo / Concerto en sol mineur, pour violon, cordes et basse continue                                                                |
| RV 328         |             | Concerto in sol minore per violino, archi e basso continuo / Concerto en sol mineur, pour violon, cordes et basse continue                                                                |
| RV 329         |             | Concerto in sol minore per violino, archi e basso continuo / Concerto en sol mineur, pour violon, cordes et basse continue                                                                |
| RV 330         |             | Concerto in sol minore per violino, archi e basso continuo / Concerto en sol mineur, pour violon, cordes et basse continue                                                                |
| RV 331         |             | Concerto in sol minore per violino, archi e basso continuo / Concerto en sol mineur, pour violon, cordes et basse continue                                                                |
| RV 332         | Op. 8 No.8  | Concerto in sol minore per violino, archi e basso continuo / Concerto en sol mineur, pour violon, cordes et basse continue                                                                |
| RV 333         |             | Concerto in sol minore per violino, archi e basso continuo / Concerto en sol mineur, pour violon, cordes et basse continue                                                                |
| RV 334         | Op. 9 No.3  | Concerto in sol minore per violino, archi e basso continuo / Concerto en sol mineur, pour violon, cordes et basse continue                                                                |

##### la maj (RV 335-353)
| RV                       | Op.         | Désignation | Notes                                                            |
| ------------------------ | ----------- | --- | ---------------------------------------------------------------- |
| RV 335                   |             | « The Cuckow » / Le coucou Il cuculo, Concerto in la maggiore per violino, archi e basso continuo / Concerto en la majeur, pour violon, cordes et basse continue |                                                                  |
| RV 335a                  |             | « Il rosignuolo » / Le rossignol Concerto in la maggiore per violino, archi e basso continuo / Concerto en la majeur, pour violon, cordes et basse continue      |                                                                  |
| RV 336                   | Op. 11 No.3 | Concerto in la maggiore per violino, archi e basso continuo / Concerto en la majeur, pour violon, cordes et basse continue                                       |                                                                  |
| RV 337 (perd.)           |             | Concerto in la maggiore per violino, archi e basso continuo / Concerto en la majeur, pour violon, cordes et basse continue                                       |                                                                  |
| (RV 338) Anh 65          |             | Concerto in la maggiore per violino, archi e basso continuo / Concerto en la majeur, pour violon, cordes et basse continue → RV Anh 65                           | - Attribution erronée - Œuvre de Joseph Meck (de)                |
| RV 339                   |             | Concerto in la maggiore per violino, archi e basso continuo / Concerto en la majeur, pour violon, cordes et basse continue                                       |                                                                  |
| RV 340                   |             | Concerto in la maggiore per violino, archi e basso continuo / Concerto en la majeur, pour violon, cordes et basse continue                                       |                                                                  |
| RV 341                   |             | Concerto in la maggiore per violino, archi e basso continuo / Concerto en la majeur, pour violon, cordes et basse continue - I. Allegro                          |                                                                  |
| RV 342                   |             | Concerto in la maggiore per violino, archi e basso continuo / Concerto en la majeur, pour violon, cordes et basse continue                                       |                                                                  |
| RV 343                   |             | Concerto in la maggiore per violino scordato, archi e basso continuo / Concerto en la majeur, pour violon (avec scordatura), cordes et basse continue            |                                                                  |
| RV 344 (inc.)            |             | Concerto in la maggiore per violino, archi e basso continuo / Concerto en la majeur, pour violon, cordes et basse continue                                       |                                                                  |
| RV 345                   | Op. 9 No.2  | Concerto in la maggiore per violino, archi e basso continuo / Concerto en la majeur, pour violon, cordes et basse continue                                       |                                                                  |
| RV 346                   |             | Concerto in la maggiore per violino, archi e basso continuo / Concerto en la majeur, pour violon, cordes et basse continue                                       |                                                                  |
| RV 347                   | Op. 4 No.5  | Concerto in la maggiore per violino, archi e basso continuo / Concerto en la majeur, pour violon, cordes et basse continue                                       |                                                                  |
| RV 348                   | Op. 9 No.6  | Concerto in la maggiore per violino scordato, archi e basso continuo / Concerto en la majeur, pour violon (avec scordatura), cordes et basse continue            |                                                                  |
| RV 349                   |             | Concerto in la maggiore per violino, archi e basso continuo / Concerto en la majeur, pour violon, cordes et basse continue                                       |                                                                  |
| RV 350                   |             | Concerto in la maggiore per violino, archi e basso continuo / Concerto en la majeur, pour violon, cordes et basse continue                                       |                                                                  |
| (RV 351) Anh 150 (perd.) |             | Concerto in la maggiore per violino, archi e basso continuo / Concerto en la majeur, pour violon, cordes et basse continue → RV Anh 150                          | - Œuvre perdue - Attribution probable à Giovanni Meneghetti (it) |
| RV 352                   |             | Concerto in la maggiore per violino, archi e basso continuo / Concerto en la majeur, pour violon, cordes et basse continue                                       |                                                                  |
| RV 353                   |             | Concerto in la maggiore per violino, archi e basso continuo / Concerto en la majeur, pour violon, cordes et basse continue                                       |                                                                  |
| RV 763                   |             | « L’ottavina » / La petite octave Concerto in la maggiore per violino, archi e basso continuo / Concerto en la majeur, pour violon, cordes et basse continue     |                                                                  |
| RV 768 (RV 744)          |             | Concerto in la maggiore per violino, archi e basso continuo / Concerto en la majeur, pour violon, cordes et basse continue                                       |                                                                  |
| RV 792 (inc.)            |             | Concerto in la maggiore per violino, archi e basso continuo / Concerto en la majeur, pour violon, cordes et basse continue                                       |                                                                  |
| RV 817 (Anh 86)          |             | Concerto in la maggiore per violino, archi e basso continuo / Concerto en la majeur, pour violon, cordes et basse continue                                       |                                                                  |

##### la min (RV 354-358)
| RV                 | Op.        | Désignation |
| ------------------ | ---------- | --- |
| RV 354             | Op. 7 No.4 | Concerto in la minore per violino, archi e basso continuo / Concerto en la mineur, pour violon, cordes et basse continue                                                    |
| RV 355 (Anh 107)   |            | Concerto in la minore per violino, archi e basso continuo / Concerto en la mineur, pour violon, cordes et basse continue                                                    |
| RV 355a (Anh 107a) |            | Sonata in la minore per violino, archi e basso continuo / Sonate en la mineur, pour violon, cordes et basse continue                                                        |
| RV 356             | Op. 3 No.6 | Concerto in la minore per violino, archi e basso continuo / Concerto en la mineur, pour violon, cordes et basse continue - I. Allegro - II. Largo (re minore) - III. Presto |
| RV 357             | Op. 4 No.4 | Concerto in la minore per violino, archi e basso continuo / Concerto en la mineur, pour violon, cordes et basse continue                                                    |
| RV 358             | Op. 9 No.5 | Concerto in la minore per violino, archi e basso continuo / Concerto en la mineur, pour violon, cordes et basse continue                                                    |

##### si maj (RV 359-383)
| RV                      | Op.         | Désignation | Notes |
| ----------------------- | ----------- | --- | --- |
| RV 359                  | Op. 9 No.7  | Concerto in si bemolle maggiore per violino, archi e basso continuo / Concerto en si bémol majeur, pour violon, cordes et basse continue                                               | |
| RV 360 (inc.)           |             | Concerto in si bemolle maggiore per violino, archi e basso continuo / Concerto en si bémol majeur, pour violon, cordes et basse continue                                               | |
| RV 361                  | Op. 12 No.6 | Concerto in si bemolle maggiore per violino, archi e basso continuo / Concerto en si bémol majeur, pour violon, cordes et basse continue                                               | |
| RV 362                  | Op. 8 No.10 | « La caccia » / La chasse Concerto in si bemolle maggiore per violino, archi e basso continuo / Concerto en si bémol majeur, pour violon, cordes et basse continue                     | |
| RV 363                  |             | « Il cornetto da posta » / Le cornet postal Concerto in si bemolle maggiore per violino, archi e basso continuo / Concerto en si bémol majeur, pour violon, cordes et basse continue   | |
| RV 364                  |             | Concerto in si bemolle maggiore per violino, archi e basso continuo / Concerto en si bémol majeur, pour violon, cordes et basse continue                                               | |
| RV 364a                 |             | Concerto in si bemolle maggiore per violino, archi e basso continuo / Concerto en si bémol majeur, pour violon, cordes et basse continue                                               | |
| RV 365                  |             | Concerto in si bemolle maggiore per violino, archi e basso continuo / Concerto en si bémol majeur, pour violon, cordes et basse continue                                               | |
| RV 366                  |             | « Il Carbonelli » / Le grand Carbonelli Concerto in si bemolle maggiore per violino, archi e basso continuo / Concerto en si bémol majeur, pour violon, cordes et basse continue       | |
| RV 367                  |             | Concerto in si bemolle maggiore per violino, archi e basso continuo / Concerto en si bémol majeur, pour violon, cordes et basse continue                                               | |
| RV 368                  |             | Concerto in si bemolle maggiore per violino, archi e basso continuo / Concerto en si bémol majeur, pour violon, cordes et basse continue                                               | |
| RV 369                  |             | Concerto in si bemolle maggiore per violino, archi e basso continuo / Concerto en si bémol majeur, pour violon, cordes et basse continue                                               | |
| RV 370                  |             | Concerto in si bemolle maggiore per violino, archi e basso continuo / Concerto en si bémol majeur, pour violon, cordes et basse continue                                               | |
| RV 371                  |             | Concerto in si bemolle maggiore per violino, archi e basso continuo / Concerto en si bémol majeur, pour violon, cordes et basse continue                                               | |
| RV 372                  |             | Concerto in si bemolle maggiore per violino, archi e basso continuo / Concerto en si bémol majeur, pour violon, cordes et basse continue                                               | |
| RV 372a (RV 790) (inc.) |             | Concerto in si bemolle maggiore per violino, archi e basso continuo / Concerto en si bémol majeur, pour violon, cordes et basse continue                                               | |
| (RV 373) Anh 153        | Op. 7 No.9  | Concerto in si bemolle maggiore per violino, archi e basso continuo / Concerto en si bémol majeur, pour violon, cordes et basse continue → Anh 153                                     | - Attribution improbable |
| RV 374                  | Op. 7 No.6  | Concerto in si bemolle maggiore per violino, archi e basso continuo / Concerto en si bémol majeur, pour violon, cordes et basse continue                                               | |
| RV 375                  |             | Concerto in si bemolle maggiore per violino, archi e basso continuo / Concerto en si bémol majeur, pour violon, cordes et basse continue                                               | |
| RV 376                  |             | Concerto in si bemolle maggiore per violino, archi e basso continuo / Concerto en si bémol majeur, pour violon, cordes et basse continue                                               | |
| RV 377                  |             | Concerto in si bemolle maggiore per violino, archi e basso continuo / Concerto en si bémol majeur, pour violon, cordes et basse continue                                               | |
| RV 378 (inc.)           |             | Concerto in si bemolle maggiore per violino, archi e basso continuo / Concerto en si bémol majeur, pour violon, cordes et basse continue - I. Allegro - (II. Largo)* - (III. Allegro)* | |
| RV 379                  | Op. 12 No.5 | Concerto in si bemolle maggiore per violino, archi e basso continuo / Concerto en si bémol majeur, pour violon, cordes et basse continue                                               | |
| RV 380                  |             | Concerto in si bemolle maggiore per violino, archi e basso continuo / Concerto en si bémol majeur, pour violon, cordes et basse continue                                               | |
| RV 381                  |             | Concerto in si bemolle maggiore per violino, archi e basso continuo / Concerto en si bémol majeur, pour violon, cordes et basse continue                                               | |
| RV 382                  |             | Concerto in si bemolle maggiore per violino, archi e basso continuo / Concerto en si bémol majeur, pour violon, cordes et basse continue                                               | |
| RV 383                  |             | Concerto in si bemolle maggiore per violino, archi e basso continuo / Concerto en si bémol majeur, pour violon, cordes et basse continue                                               | |
| RV 383a                 | Op. 4 No.1  | Concerto in si bemolle maggiore per violino, archi e basso continuo / Concerto en si bémol majeur, pour violon, cordes et basse continue                                               | |
| (RV 790) RV 372a (inc.) |             | Concerto in si bemolle maggiore per violino, archi e basso continuo / Concerto en si bémol majeur, pour violon, cordes et basse continue → RV 372a                                     | - Numéro remplacé - Fragment de la seconde version du Concerto RV 372 et donc classé à la suite comme RV 372a - Découvert en 1978 par Mario Rinaldi |
| RV 745 (inc.)           |             | Concerto in si bemolle maggiore per violino, archi e basso continuo / Concerto en si bémol majeur, pour violon, cordes et basse continue                                               | |

##### si min (RV 384-391)
| RV               | Op.         | Désignation | Notes                                               |
| ---------------- | ----------- | --- | --------------------------------------------------- |
| RV 384           |             | Concerto in si minore per violino, archi e basso continuo / Concerto en si mineur, pour violon, cordes et basse continue                            |                                                     |
| (RV 385) Anh 108 |             | Concerto in si minore per violino, archi e basso continuo / Concerto en si mineur, pour violon, cordes et basse continue → RV Anh 108               | - Attribution probablement erronée - Auteur inconnu |
| RV 386           |             | Concerto in si minore per violino, archi e basso continuo / Concerto en si mineur, pour violon, cordes et basse continue                            |                                                     |
| RV 387           |             | Concerto in si minore per violino, archi e basso continuo / Concerto en si mineur, pour violon, cordes et basse continue                            |                                                     |
| RV 388           |             | Concerto in si minore per violino, archi e basso continuo / Concerto en si mineur, pour violon, cordes et basse continue                            |                                                     |
| RV 389           |             | Concerto in si minore per violino, archi e basso continuo / Concerto en si mineur, pour violon, cordes et basse continue                            |                                                     |
| RV 390           |             | Concerto in si minore per violino, archi e basso continuo / Concerto en si mineur, pour violon, cordes et basse continue                            |                                                     |
| RV 391           | Op. 9 No.12 | Concerto in si minore per violino scordato, archi e basso continuo / Concerto en si mineur, pour violon (avec scordatura), cordes et basse continue |                                                     |

#### Œuvres pour viole d'amour, orchestre et basse continue (RV 392-397)
| RV      | Op. | Désignation |
| ------- | --- | --- |
| RV 392  |     | Concerto in re maggiore per viola d’amore, archi e basso continuo / Concerto en ré majeur, pour viole d'amour, cordes et basse continue |
| RV 393  |     | Concerto in re minore per viola d’amore, archi e basso continuo / Concerto en ré mineur, pour viole d'amour, cordes et basse continue   |
| RV 394  |     | Concerto in re minore per viola d’amore, archi e basso continuo / Concerto en ré mineur, pour viole d'amour, cordes et basse continue   |
| RV 395  |     | Concerto in re minore per viola d’amore, archi e basso continuo / Concerto en ré mineur, pour viole d'amour, cordes et basse continue   |
| RV 395a |     | Concerto in re minore per viola d’amore, archi e basso continuo / Concerto en ré mineur, pour viole d'amour, cordes et basse continue   |
| RV 396  |     | Concerto in la maggiore per viola d’amore, archi e basso continuo / Concerto en la majeur, pour viole d'amour, cordes et basse continue |
| RV 397  |     | Concerto in la minore per viola d’amore, archi e basso continuo / Concerto en la mineur, pour viole d'amour, cordes et basse continue   |

#### Œuvres pour violoncelle, orchestre et basse continue (RV 398-424)
| RV               | Op. | Désignation | Notes                                     |
| ---------------- | --- | --- | ----------------------------------------- |
| RV 398           |     | Concerto in do maggiore per violoncello, archi e basso continuo / Concerto en do majeur, pour violoncelle, cordes et basse continue                                |                                           |
| RV 399           |     | Concerto in do maggiore per violoncello, archi e basso continuo / Concerto en do majeur, pour violoncelle, cordes et basse continue                                |                                           |
| RV 400           |     | Concerto in do maggiore per violoncello obligato, archi e basso continuo / Concerto en do majeur, pour violoncelle obligé, cordes et basse continue                |                                           |
| RV 401           |     | Concerto in do minore per violoncello, archi e basso continuo / Concerto en do mineur, pour violoncelle, cordes et basse continue                                  |                                           |
| RV 402           |     | Concerto in do minore per violoncello obligato, archi e basso continuo / Concerto en do mineur, pour violoncelle obligé, cordes et basse continue                  |                                           |
| RV 403           |     | Concerto in re maggiore per violoncello, archi e basso continuo / Concerto en ré majeur, pour violoncelle, cordes et basse continue                                |                                           |
| (RV 404) Anh 145 |     | Concerto in re maggiore per violoncello, archi e basso continuo / Concerto en ré majeur, pour violoncelle, cordes et basse continue → Anh 145                      | - Attribution improbable - Auteur inconnu |
| RV 405           |     | Concerto in re minore per violoncello obligato, archi e basso continuo / Concerto en ré mineur, pour violoncelle obligé, cordes et basse continue                  |                                           |
| RV 406           |     | Concerto in re minore per violoncello, archi e basso continuo / Concerto en ré mineur, pour violoncelle, cordes et basse continue                                  |                                           |
| RV 407           |     | Concerto in re minore per violoncello obligato, archi e basso continuo / Concerto en ré mineur, pour violoncelle obligé, cordes et basse continue                  |                                           |
| RV 408           |     | Concerto in mi bemolle maggiore per violoncello, archi e basso continuo / Concerto en mi bémol majeur, pour violoncelle, cordes et basse continue                  |                                           |
| RV 409           |     | Concerto in mi minore per violoncello obligato, fagotto, archi e basso continuo / Concerto en mi mineur, pour violoncelle obligé, basson, cordes et basse continue |                                           |
| RV 787 (inc.)    |     | Concerto in mi minore per violoncello, archi e basso continuo / Concerto en mi mineur, pour violoncelle, cordes et basse continue                                  |                                           |
| RV 410           |     | Concerto in fa maggiore per violoncello, archi e basso continuo / Concerto en fa majeur, pour violoncelle, cordes et basse continue                                |                                           |
| RV 411           |     | Concerto in fa maggiore per violoncello, archi e basso continuo / Concerto en fa majeur, pour violoncelle, cordes et basse continue                                |                                           |
| RV 412           |     | Concerto in fa maggiore per violoncello, archi e basso continuo / Concerto en fa majeur, pour violoncelle, cordes et basse continue                                |                                           |
| RV 413           |     | Concerto in sol maggiore per violoncello, archi e basso continuo / Concerto en sol majeur, pour violoncelle, cordes et basse continue                              |                                           |
| RV 414           |     | Concerto in sol maggiore per violoncello, archi e basso continuo / Concerto en sol majeur, pour violoncelle, cordes et basse continue                              |                                           |
| (RV 415) Anh 146 |     | Concerto in sol maggiore per violoncello, archi e basso continuo / Concerto en sol majeur, pour violoncelle, cordes et basse continue → Anh 146                    | - Attribution erronée - Auteur anonyme    |
| RV 416           |     | Concerto in sol minore per violoncello obligato, archi e basso continuo / Concerto en sol mineur, pour violoncelle obligé, cordes et basse continue                |                                           |
| RV 417           |     | Concerto in sol minore per violoncello, archi e basso continuo / Concerto en sol mineur, pour violoncelle, cordes et basse continue                                |                                           |
| RV 418           |     | Concerto in la minore per violoncello, archi e basso continuo / Concerto en la mineur, pour violoncelle, cordes et basse continue                                  |                                           |
| RV 419           |     | Concerto in la minore per violoncello, archi e basso continuo / Concerto en la mineur, pour violoncelle, cordes et basse continue                                  |                                           |
| RV 420           |     | Concerto in la minore per violoncello obligato, archi e basso continuo / Concerto en la mineur, pour violoncelle obligé, cordes et basse continue                  |                                           |
| RV 421           |     | Concerto in la minore per violoncello, archi e basso continuo / Concerto en la mineur, pour violoncelle, cordes et basse continue                                  |                                           |
| RV 422           |     | Concerto in la minore per violoncello, archi e basso continuo / Concerto en la mineur, pour violoncelle, cordes et basse continue                                  |                                           |
| RV 423           |     | Concerto in si bemolle maggiore per violoncello obligato, archi e basso continuo / Concerto en si bémol majeur, pour violoncelle obligé, cordes et basse continue  |                                           |
| RV 788 (inc.)    |     | Concerto in si bemolle maggiore per violoncello, archi e basso continuo / Concerto en si bémol majeur, pour violoncelle, cordes et basse continue                  |                                           |
| RV 424           |     | Concerto in si minore per violoncello, archi e basso continuo / Concerto en si mineur, pour violoncelle, cordes et basse continue                                  |                                           |

#### Œuvres pour mandoline, orchestre et basse continue (RV 425)
| RV     | Op. | Désignation |
| ------ | --- | --- |
| RV 425 |     | Concerto in do maggiore per mandolino, archi e basso continuo / Concerto en do majeur, pour mandoline, cordes et basse continue |

#### Œuvres pour flûte traversière, orchestre et basse continue (RV 426-440)
| RV                 | Op.         | Désignation | Notes                                                                                        |
| ------------------ | ----------- | --- | -------------------------------------------------------------------------------------------- |
| (RV 426) Anh 109   |             | Concerto in re maggiore per flauto traversiere, archi e basso continuo / Concerto en ré majeur, pour flûte traversière, cordes et basse continue → Anh 109                                   | - Attribution douteuse - Auteur inconnu                                                      |
| RV 427             |             | Concerto in re maggiore per flauto traversiere, archi e basso continuo / Concerto en ré majeur, pour flûte traversière, cordes et basse continue                                             |                                                                                              |
| RV 428             | Op. 10 No.3 | « Il gardellino » / le chardonneret Concerto in re maggiore per flauto traversiere, archi e basso continuo / Concerto en ré majeur, pour flûte traversière, cordes et basse continue         |                                                                                              |
| RV 429             |             | Concerto in re maggiore per flauto traversiere, archi e basso continuo / Concerto en ré majeur, pour flûte traversière, cordes et basse continue                                             |                                                                                              |
| RV 783             |             | Concerto in re maggiore per flauto traversiere, archi e basso continuo / Concerto en ré majeur, pour flûte traversière, cordes et basse continue                                             |                                                                                              |
| RV 431a (inc.)     |             | « Il gran mogol » / Le grand nabab Concerto in re minore per flauto traversiere, archi e basso continuo / Concerto en ré mineur, pour flûte traversière, cordes et basse continue            |                                                                                              |
| (RV 430) Anh deest |             | Concerto in mi minore per flauto traversiere, archi e basso continuo / Concerto en mi mineur, pour flûte traversière, cordes et basse continue → RV Anh deest (RV 430)                       | - Attribution erronée - Le deuxième mouvement est probablement l’œuvre de Christoph Graupner |
| RV 431 (inc.)      |             | Concerto in mi minore per flauto traversiere, archi e basso continuo / Concerto en mi mineur, pour flûte traversière, cordes et basse continue                                               |                                                                                              |
| RV 432 (inc.)      |             | Concerto in mi minore per flauto traversiere, archi e basso continuo / Concerto en mi mineur, pour flûte traversière, cordes et basse continue                                               |                                                                                              |
| RV 433             | Op. 10 No.1 | « La tempesta di mare » / La tempête en mer Concerto in fa maggiore per flauto traversiere, archi e basso continuo / Concerto en fa majeur, pour flûte traversière, cordes et basse continue |                                                                                              |
| RV 434             | Op. 10 No.5 | Concerto in fa maggiore per flauto traversiere, archi e basso continuo / Concerto en fa majeur, pour flûte traversière, cordes et basse continue                                             |                                                                                              |
| RV 435             | Op. 10 No.4 | Concerto in sol maggiore per flauto traversiere, archi e basso continuo / Concerto en sol majeur, pour flûte traversière, cordes et basse continue                                           |                                                                                              |
| RV 436             |             | Concerto in sol maggiore per flauto traversiere, archi e basso continuo / Concerto en sol majeur, pour flûte traversière, cordes et basse continue                                           |                                                                                              |
| RV 437             | Op. 10 No.6 | Concerto in sol maggiore per flauto traversiere, archi e basso continuo / Concerto en sol majeur, pour flûte traversière, cordes et basse continue                                           |                                                                                              |
| RV 438             |             | Concerto in sol maggiore per flauto traversiere, archi e basso continuo / Concerto en sol majeur, pour flûte traversière, cordes et basse continue                                           |                                                                                              |
| RV 438a            |             | Concerto in sol maggiore per flauto traversiere, archi e basso continuo (con fagotto) / Concerto en sol majeur, pour flûte traversière, cordes et basse continue (avec basson)               |                                                                                              |
| RV 784 (perd.)     |             | Concerto in sol maggiore per flauto traversiere, archi e basso continuo / Concerto en sol majeur, pour flûte traversière, cordes et basse continue                                           |                                                                                              |
| RV 805 (perd.)     |             | Concerto in sol maggiore per flauto traversiere, archi e basso continuo / Concerto en sol majeur, pour flûte traversière, cordes et basse continue                                           |                                                                                              |
| RV 439             | Op. 10 No.2 | « La notte » / La nuit Concerto in sol minore per flauto traversiere, archi e basso continuo / Concerto en sol mineur, pour flûte traversière, cordes et basse continue                      |                                                                                              |
| RV 440             |             | Concerto in la minore per flauto traversiere, archi e basso continuo / Concerto en la mineur, pour flûte traversière, cordes et basse continue                                               |                                                                                              |
| RV 821 (perd.)     |             | Concerto in (?) per flauto traversiere, archi e basso continuo / Concerto en (?), pour flûte traversière, cordes et basse continue                                                           |                                                                                              |
| RV 822 (perd.)     |             | Concerto in (?) per flauto traversiere, archi e basso continuo / Concerto en (?), pour flûte traversière, cordes et basse continue                                                           |                                                                                              |
| RV 823 (perd.)     |             | Concerto in (?) per flauto traversiere, archi e basso continuo / Concerto en (?), pour flûte traversière, cordes et basse continue                                                           |                                                                                              |
| RV 824 (perd.)     |             | Concerto in (?) per flauto traversiere, archi e basso continuo / Concerto en (?), pour flûte traversière, cordes et basse continue                                                           |                                                                                              |
| RV 825 (perd.)     |             | Concerto in (?) per flauto traversiere, archi e basso continuo / Concerto en (?), pour flûte traversière, cordes et basse continue                                                           |                                                                                              |
| RV 826 (perd.)     |             | Concerto in (?) per flauto traversiere, archi e basso continuo / Concerto en (?), pour flûte traversière, cordes et basse continue                                                           |                                                                                              |

#### Œuvres pour flûte à bec alto, orchestre et basse continue (RV 441-442)
| RV     | Op. | Désignation |
| ------ | --- | --- |
| RV 441 |     | Concerto in do minore per flauto diritto, archi e basso continuo / Concerto en do mineur, pour flûte à bec, cordes et basse continue   |
| RV 442 |     | Concerto in fa maggiore per flauto diritto, archi e basso continuo / Concerto en fa majeur, pour flûte à bec, cordes et basse continue |

#### Œuvres pour piccolo, orchestre et basse continue (RV 443-445)
| RV     | Op. | Désignation |
| ------ | --- | --- |
| RV 443 |     | Concerto in do maggiore per flautino, archi e basso continuo / Concerto en do majeur, pour piccolo, cordes et basse continue |
| RV 444 |     | Concerto in do maggiore per flautino, archi e basso continuo / Concerto en do majeur, pour piccolo, cordes et basse continue |
| RV 445 |     | Concerto in la minore per flautino, archi e basso continuo / Concerto en la mineur, pour piccolo, cordes et basse continue   |

#### Œuvres pour hautbois, orchestre et basse continue (RV 446-465)
| RV                      | Op.         | Désignation | Notes                                               |
| ----------------------- | ----------- | --- | --------------------------------------------------- |
| RV 446                  |             | Concerto in do maggiore per oboe, archi e basso continuo / Concerto en do majeur, pour hautbois, cordes et basse continue                            |                                                     |
| RV 447                  |             | Concerto in do maggiore per oboe, archi e basso continuo / Concerto en do majeur, pour hautbois, cordes et basse continue                            |                                                     |
| RV 448                  |             | Concerto in do maggiore per oboe, archi e basso continuo / Concerto en do majeur, pour hautbois, cordes et basse continue                            |                                                     |
| RV 449                  | Op. 8 No.12 | Concerto in do maggiore per oboe, archi e basso continuo / Concerto en do majeur, pour hautbois, cordes et basse continue                            |                                                     |
| RV 450                  |             | Concerto in do maggiore per oboe, archi e basso continuo / Concerto en do majeur, pour hautbois, cordes et basse continue                            |                                                     |
| RV 451                  |             | Concerto in do maggiore per oboe, archi e basso continuo / Concerto en do majeur, pour hautbois, cordes et basse continue                            |                                                     |
| RV 452                  |             | Concerto in do maggiore per oboe, archi e basso continuo / Concerto en do majeur, pour hautbois, cordes et basse continue                            |                                                     |
| RV 453                  |             | Concerto in re maggiore per oboe, archi e basso continuo / Concerto en ré majeur, pour hautbois, cordes et basse continue                            |                                                     |
| RV 454                  | Op. 8 No.9  | Concerto in re minore per oboe, archi e basso continuo / Concerto en ré mineur, pour hautbois, cordes et basse continue                              |                                                     |
| RV 455                  |             | Concerto in fa maggiore per oboe, archi e basso continuo / Concerto en fa majeur, pour hautbois, cordes et basse continue                            |                                                     |
| RV 456 (Anh 110)        |             | Concerto in fa maggiore per oboe, archi e basso continuo / Concerto en fa majeur, pour hautbois, cordes et basse continue                            |                                                     |
| RV 457                  |             | Concerto in fa maggiore per oboe, archi e basso continuo / Concerto en fa majeur, pour hautbois, cordes et basse continue                            |                                                     |
| (RV 458) Anh 152        |             | Concerto in fa maggiore per oboe, archi e basso continuo / Concerto en fa majeur, pour hautbois, cordes et basse continue → Anh 152                  | - Attribution probablement erronée - Auteur inconnu |
| (RV 459) Anh 111 (inc.) |             | Concerto in sol minore per oboe, archi e basso continuo / Concerto en sol mineur, pour hautbois, cordes et basse continue → Anh 111                  | - Attribution erronée - Auteur anonyme              |
| RV 460                  | Op. 11 No.6 | Concerto in sol minore per violino, archi e basso continuo / Concerto en sol mineur, pour violon, cordes et basse continue                           |                                                     |
| RV 461                  |             | Concerto in la minore per oboe, archi e basso continuo / Concerto en la mineur, pour hautbois, cordes et basse continue                              |                                                     |
| RV 462                  |             | Concerto in la minore per oboe, archi e basso continuo / Concerto en la mineur, pour hautbois, cordes et basse continue                              |                                                     |
| RV 463                  |             | Concerto in la minore per oboe, archi e basso continuo / Concerto en la mineur, pour hautbois, cordes et basse continue                              |                                                     |
| (RV 464) Anh 141        | Op. 7 No.7  | Concerto in si bemolle maggiore per oboe, archi e basso continuo / Concerto en si bémol majeur, pour hautbois, cordes et basse continue → RV Anh 141 | - Attribution probablement erronée - Auteur inconnu |
| (RV 465) Anh 142        | Op. 7 No.1  | Concerto in si bemolle maggiore per oboe, archi e basso continuo / Concerto en si bémol majeur, pour hautbois, cordes et basse continue → RV Anh 142 | - Attribution probablement erronée - Auteur inconnu |

#### Œuvres pour basson, orchestre et basse continue (RV 466-504)
| RV            | Op. | Désignation |
| ------------- | --- | --- |
| RV 466        |     | Concerto in do maggiore per fagotto, archi e basso continuo / Concerto en do majeur, pour basson, cordes et basse continue                                      |
| RV 467        |     | Concerto in do maggiore per fagotto, archi e basso continuo / Concerto en do majeur, pour basson, cordes et basse continue                                      |
| RV 468 (inc.) |     | Concerto in do maggiore per fagotto, archi e basso continuo / Concerto en do majeur, pour basson, cordes et basse continue                                      |
| RV 469        |     | Concerto in do maggiore per fagotto, archi e basso continuo / Concerto en do majeur, pour basson, cordes et basse continue                                      |
| RV 470        |     | Concerto in do maggiore per fagotto, archi e basso continuo / Concerto en do majeur, pour basson, cordes et basse continue                                      |
| RV 471        |     | Concerto in do maggiore per fagotto, archi e basso continuo / Concerto en do majeur, pour basson, cordes et basse continue                                      |
| RV 472        |     | Concerto in do maggiore per fagotto, archi e basso continuo / Concerto en do majeur, pour basson, cordes et basse continue                                      |
| RV 473        |     | Concerto in do maggiore per fagotto, archi e basso continuo / Concerto en do majeur, pour basson, cordes et basse continue                                      |
| RV 474        |     | Concerto in do maggiore per fagotto, archi e basso continuo / Concerto en do majeur, pour basson, cordes et basse continue                                      |
| RV 475        |     | Concerto in do maggiore per fagotto, archi e basso continuo / Concerto en do majeur, pour basson, cordes et basse continue                                      |
| RV 476        |     | Concerto in do maggiore per fagotto, archi e basso continuo / Concerto en do majeur, pour basson, cordes et basse continue                                      |
| RV 477        |     | Concerto in do maggiore per fagotto, archi e basso continuo / Concerto en do majeur, pour basson, cordes et basse continue                                      |
| RV 478        |     | Concerto in do maggiore per fagotto, archi e basso continuo / Concerto en do majeur, pour basson, cordes et basse continue                                      |
| RV 479        |     | Concerto in do maggiore per fagotto, archi e basso continuo / Concerto en do majeur, pour basson, cordes et basse continue                                      |
| RV 480        |     | Concerto in do minore per fagotto, archi e basso continuo / Concerto en do mineur, pour basson, cordes et basse continue                                        |
| RV 481        |     | Concerto in re minore per fagotto, archi e basso continuo / Concerto en ré mineur, pour basson, cordes et basse continue                                        |
| RV 482 (inc.) |     | Concerto in re minore per fagotto, archi e basso continuo / Concerto en ré mineur, pour basson, cordes et basse continue                                        |
| RV 483        |     | Concerto in mi bemolle maggiore per fagotto, archi e basso continuo / Concerto en mi bémol majeur, pour basson, cordes et basse continue                        |
| RV 484        |     | Concerto in mi minore per fagotto, archi e basso continuo / Concerto en mi mineur, pour basson, cordes et basse continue                                        |
| RV 485        |     | Concerto in fa maggiore per fagotto, archi e basso continuo / Concerto en fa majeur, pour basson, cordes et basse continue                                      |
| RV 486        |     | Concerto in fa maggiore per fagotto, archi e basso continuo / Concerto en fa majeur, pour basson, cordes et basse continue                                      |
| RV 487        |     | Concerto in fa maggiore per fagotto, archi e basso continuo / Concerto en fa majeur, pour basson, cordes et basse continue                                      |
| RV 488        |     | Concerto in fa maggiore per fagotto, archi e basso continuo / Concerto en fa majeur, pour basson, cordes et basse continue                                      |
| RV 489        |     | Concerto in fa maggiore per fagotto, archi e basso continuo / Concerto en fa majeur, pour basson, cordes et basse continue                                      |
| RV 490        |     | Concerto in fa maggiore per fagotto, archi e basso continuo / Concerto en fa majeur, pour basson, cordes et basse continue                                      |
| RV 491        |     | Concerto in fa maggiore per fagotto, archi e basso continuo / Concerto en fa majeur, pour basson, cordes et basse continue                                      |
| RV 492        |     | Concerto in sol maggiore per fagotto, archi e basso continuo / Concerto en sol majeur, pour basson, cordes et basse continue                                    |
| RV 493        |     | Concerto in sol maggiore per fagotto, archi e basso continuo / Concerto en sol majeur, pour basson, cordes et basse continue                                    |
| RV 494        |     | Concerto in sol maggiore per fagotto, archi e basso continuo / Concerto en sol majeur, pour basson, cordes et basse continue                                    |
| RV 495        |     | Concerto in sol minore per fagotto, archi e basso continuo / Concerto en sol mineur, pour basson, cordes et basse continue                                      |
| RV 496        |     | Concerto in sol minore per fagotto, archi e basso continuo / Concerto en sol mineur, pour basson, cordes et basse continue                                      |
| RV 497        |     | Concerto in la minore per fagotto, archi e basso continuo / Concerto en la mineur, pour basson, cordes et basse continue                                        |
| RV 498        |     | Concerto in la minore per fagotto, archi e basso continuo / Concerto en la mineur, pour basson, cordes et basse continue                                        |
| RV 499        |     | Concerto in la minore per fagotto, archi e basso continuo / Concerto en la mineur, pour basson, cordes et basse continue                                        |
| RV 500        |     | Concerto in la minore per fagotto, archi e basso continuo / Concerto en la mineur, pour basson, cordes et basse continue                                        |
| RV 501        |     | « La notte » / La nuit Concerto in si bemolle maggiore per fagotto, archi e basso continuo / Concerto en si bémol majeur, pour basson, cordes et basse continue |
| RV 502        |     | Concerto in si bemolle maggiore per fagotto, archi e basso continuo / Concerto en si bémol majeur, pour basson, cordes et basse continue                        |
| RV 503        |     | Concerto in si bemolle maggiore per fagotto, archi e basso continuo / Concerto en si bémol majeur, pour basson, cordes et basse continue                        |
| RV 504        |     | Concerto in si bemolle maggiore per fagotto, archi e basso continuo / Concerto en si bémol majeur, pour basson, cordes et basse continue                        |

#### Œuvres pour clavecin, orchestre et basse continue (RV 780)
| RV       | Op. | Désignation |
| -------- | --- | --- |
| (RV 780) |     | Concerto in la maggiore per clavicembalo, archi e basso continuo / Concerto en la majeur, pour clavecin, cordes et basse continue → RV 546 |

### Œuvres pour deux instruments soli, orchestre et basse continue (RV 505-548)

#### Œuvres pour deux violons, orchestre et basse continue (RV 505-530)
| RV                 | Op.        | Désignation | Notes                                                                                        |
| ------------------ | ---------- | --- | -------------------------------------------------------------------------------------------- |
| RV 505             |            | Concerto in do maggiore per due violini obligati, archi e basso continuo / Concerto en do majeur, pour deux violons obligés, cordes et basse continue                                                  |                                                                                              |
| RV 506             |            | Concerto in do maggiore per due violini, archi e basso continuo / Concerto en do majeur, pour deux violons, cordes et basse continue                                                                   |                                                                                              |
| RV 507             |            | Concerto in do maggiore per due violini principali, (due oboi), archi e basso continuo / Concerto en do majeur, pour deux violons, cordes et basse continue                                            |                                                                                              |
| RV 508             |            | Concerto in do maggiore per due violini obligati, (due oboi e fagotto), archi e basso continuo / Concerto en do majeur, pour deux violons obligés, cordes et basse continue                            |                                                                                              |
| RV 509             |            | Concerto in do minore per due violini obligati, archi e basso continuo / Concerto en do mineur, pour deux violons obligés, cordes et basse continue                                                    |                                                                                              |
| RV 510             |            | Concerto in do minore per due violini, archi e basso continuo / Concerto en do mineur, pour deux violons, cordes et basse continue                                                                     |                                                                                              |
| RV 511             |            | Concerto in re maggiore per due violini obligati, archi e basso continuo / Concerto en ré majeur, pour deux violons obligés, cordes et basse continue                                                  |                                                                                              |
| RV 512             |            | Concerto in re maggiore per due violini obligati, archi e basso continuo / Concerto en ré majeur, pour deux violons obligés, cordes et basse continue                                                  |                                                                                              |
| RV 513             |            | Concerto in re maggiore per due violini, archi e basso continuo / Concerto en ré majeur, pour deux violons, cordes et basse continue                                                                   |                                                                                              |
| RV 514             |            | Concerto in re minore per due violini obligati, archi e basso continuo / Concerto en ré mineur, pour deux violons obligés, cordes et basse continue                                                    |                                                                                              |
| RV 515             |            | Concerto in mi bemolle maggiore per due violini obligati, archi e basso continuo / Concerto en mi bémol majeur, pour deux violons obligés, cordes et basse continue                                    |                                                                                              |
| RV 765             |            | Concerto in fa maggiore per due violini obligati, archi e basso continuo / Concerto en fa majeur, pour deux violons obligés, cordes et basse continue                                                  |                                                                                              |
| RV 516             |            | Concerto in sol maggiore per due violini, archi e basso continuo / Concerto en sol majeur, pour deux violons, cordes et basse continue                                                                 |                                                                                              |
| RV 517             |            | Concerto in sol minore per due violini obligati, archi e basso continuo / Concerto en sol mineur, pour deux violons obligés, cordes et basse continue                                                  |                                                                                              |
| (RV 518) Anh deest |            | Concerto in la maggiore per due violini, archi e basso continuo / Concerto en la majeur, pour deux violons, cordes et basse continue → RV Anh deest (RV 518)                                           | - Attribution erronée - Arrangement pour deux violons de l'adaptation de Johan Helmich Roman |
| RV 519             | Op. 3 No.5 | Concerto in la maggiore per due violini, (due oboi e fagotto), archi e basso continuo / Concerto en la majeur, pour deux violons, cordes et basse continue                                             |                                                                                              |
| RV 520 (inc.)      |            | Concerto in la maggiore per due violini, archi e basso continuo / Concerto en la majeur, pour deux violons, cordes et basse continue                                                                   |                                                                                              |
| RV 521             |            | Concerto in la maggiore per due violini, (due oboi e fagotto), archi e basso continuo / Concerto en la majeur, pour deux violons, cordes et basse continue                                             |                                                                                              |
| RV 552             |            | Concerto in la maggiore per due violini d'eco (o violino principale con altro per eco in lontano), archi e basso continuo / Concerto en la majeur, pour deux violons en écho, cordes et basse continue |                                                                                              |
| RV 522             | Op. 3 No.8 | Concerto in la minore per due violini, archi e basso continuo / Concerto en la mineur, pour deux violons, cordes et basse continue                                                                     |                                                                                              |
| RV 522a            |            | Concerto in la minore per due violini, archi e basso continuo / Concerto en la mineur, pour deux violons, cordes et basse continue                                                                     |                                                                                              |
| RV 523             |            | Concerto in la minore per due violini principali, archi e basso continuo / Concerto en la mineur, pour deux violons, cordes et basse continue                                                          |                                                                                              |
| RV 524             |            | Concerto in si bemolle maggiore per due violini obligati, archi e basso continuo / Concerto en si bémol majeur, pour deux violons obligés, cordes et basse continue                                    |                                                                                              |
| RV 525             |            | Concerto in si bemolle maggiore per due violini obligati, archi e basso continuo / Concerto en si bémol majeur, pour deux violons obligés, cordes et basse continue                                    |                                                                                              |
| RV 526 (inc.)      |            | Concerto in si bemolle maggiore per due violini obligati, archi e basso continuo / Concerto en si bémol majeur, pour deux violons obligés, cordes et basse continue                                    |                                                                                              |
| RV 527             |            | Concerto in si bemolle maggiore per due violini obligati, archi e basso continuo / Concerto en si bémol majeur, pour deux violons obligés, cordes et basse continue                                    |                                                                                              |
| (RV 528) Anh deest |            | Concerto in si bemolle maggiore per due violini, archi e basso continuo / Concerto en si bémol majeur, pour deux violons, cordes et basse continue → RV Anh deest (RV 528)                             | - Authenticité douteuse - Adaptation pour deux violons du Concerto pour violon RV 381        |
| RV 529             |            | Concerto in si bemolle maggiore per due violini obligati, archi e basso continuo / Concerto en si bémol majeur, pour deux violons obligés, cordes et basse continue                                    |                                                                                              |
| RV 530             | Op. 9 No.9 | Concerto in si bemolle maggiore per due violini, archi e basso continuo / Concerto en si bémol majeur, pour deux violons, cordes et basse continue                                                     |                                                                                              |
| RV 764             |            | Concerto in si bemolle maggiore per due violini obligati, archi e basso continuo / Concerto en si bémol majeur, pour deux violons obligés, cordes et basse continue                                    |                                                                                              |

#### Œuvres pour deux instruments identiques, orchestre et basse continue (RV 531-539)
| RV              | Op. | Désignation |
| --------------- | --- | --- |
| RV 531          |     | Concerto in sol minore per due violoncelli, archi e basso continuo / Concerto en sol mineur, pour deux violoncelles, cordes et basse continue               |
| RV 532          |     | Concerto in sol maggiore per due mandolini, archi e basso continuo / Concerto en sol majeur, pour deux mandolines, cordes et basse continue                 |
| RV 533          |     | Concerto in do maggiore per due flauti traversieri, archi e basso continuo / Concerto en do majeur, pour deux flûtes traversières, cordes et basse continue |
| RV 534          |     | Concerto in do maggiore per due oboi, archi e basso continuo / Concerto en do majeur, pour deux hautbois, cordes et basse continue                          |
| RV 781 (RV 563) |     | Concerto in re maggiore per due oboi, (o due trombe), archi e basso continuo / Concerto en ré majeur, pour deux hautbois, cordes et basse continue          |
| RV 535          |     | Concerto in re minore per due oboi, archi e basso continuo / Concerto en ré mineur, pour deux hautbois, cordes et basse continue                            |
| RV 536          |     | Concerto in la minore per due oboi, archi e basso continuo / Concerto en la mineur, pour deux hautbois, cordes et basse continue                            |
| RV 537          |     | Concerto in do maggiore per due trombe, archi e basso continuo / Concerto en do majeur, pour deux trompettes, cordes et basse continue                      |
| RV 538          |     | Concerto in fa maggiore per due corni da caccia, archi e basso continuo / Concerto en fa majeur, pour deux cors, cordes et basse continue                   |
| RV 539          |     | Concerto in fa maggiore per due corni da caccia, archi e basso continuo / Concerto en fa majeur, pour deux cors, cordes et basse continue                   |

#### Œuvres pour deux instruments différents, orchestre et basse continue (RV 540-548)
| RV                     | Op. | Désignation |
| ---------------------- | --- | --- |
| RV 774 (inc.)          |     | Concerto in do maggiore per violino, organo obligato, archi e basso continuo / Concerto en do majeur, pour violon, orgue obligé, cordes et basse continue                                                                                           |
| RV 808 (Anh 76) (inc.) |     | Concerto in do maggiore per violino, organo, archi e basso continuo / Concerto en do majeur, pour violon, orgue, cordes et basse continue |
| RV 766                 |     | Concerto in do minore per violino, organo, archi e basso continuo / Concerto en do mineur, pour violon, orgue, cordes et basse continue |
| RV 540                 |     | Concerto in re minore per viola d’amore, liuto, archi e basso continuo / Concerto en ré mineur, pour viole d'amour, luth, cordes et basse continue                                                                                                  |
| RV 541                 |     | Concerto in re minore per violino, organo, archi e basso continuo / Concerto en ré mineur, pour violon, orgue, cordes et basse continue |
| RV 542                 |     | Concerto in fa maggiore per violino, organo, archi e basso continuo / Concerto en fa majeur, pour violon, orgue, cordes et basse continue |
| RV 543                 |     | Concerto in fa maggiore per violino, organo, archi e basso continuo / Concerto en fa majeur, pour violon, orgue, cordes et basse continue |
| RV 544                 |     | « Il Proteo o sia il mondo al rovescio » / Protée, ou le Monde à l'envers Concerto in fa maggiore per violino e violoncello obbligati, archi e basso continuo / Concerto en fa majeur, pour violon et violoncelle obligés, cordes et basse continue |
| RV 767                 |     | Concerto in fa maggiore per violino, organo, archi e basso continuo / Concerto en fa majeur, pour violon, orgue, cordes et basse continue |
| RV 775 (inc.)          |     | Concerto in fa maggiore per violino, organo, archi e basso continuo / Concerto en fa majeur, pour violon, orgue, cordes et basse continue |
| RV 545                 |     | Concerto in sol maggiore per oboe, fagotto, archi e basso continuo / Concerto en sol majeur, pour hautbois, basson, cordes et basse continue |
| RV 814 (Anh 87) (inc.) |     | Concerto in sol maggiore per violino, violoncello, archi e basso continuo / Concerto en sol majeur, pour violon, violoncelle, cordes et basse continue                                                                                              |
| RV 812                 |     | Concerto in sol minore per oboe (o violino), violoncello obligato, archi e basso continuo / Concerto en sol mineur, pour hautbois, violoncelle obligé, cordes et basse continue                                                                     |
| RV 546                 |     | Concerto in la maggiore per violino, violoncello obligato all'inglese, archi e basso continuo / Concerto en la majeur, pour violon, violoncelle obligé (all'inglese), cordes et basse continue                                                      |
| RV 547                 |     | Concerto in si bemolle maggiore per violino, violoncello obligato, archi e basso continuo / Concerto en si bémol majeur, pour violon, violoncelle obligé, cordes et basse continue                                                                  |
| RV 548                 |     | Concerto in si bemolle maggiore per oboe e violino obligati, archi e basso continuo / Concerto en si bémol majeur, pour hautbois et violon obligés, cordes et basse continue                                                                        |

### Œuvres pour plus de deux instruments soli, orchestre et basse continue (RV 549-580)

#### Œuvres pour trois ou quatre violons, orchestre et basse continue (RV 549-553)
| RV       | Op.        | Désignation |
| -------- | ---------- | --- |
| RV 549   | Op. 3 No.1 | Concerto in re maggiore per quattro violini, archi e basso continuo / Concerto en ré majeur, pour quatre violons, cordes et basse continue                               |
| RV 550   | Op. 3 No.4 | Concerto in mi minore per quattro violini, archi e basso continuo / Concerto en mi mineur, pour quatre violons, cordes et basse continue                                 |
| RV 551   |            | Concerto in fa maggiore per tre violini, archi e basso continuo / Concerto en fa majeur, pour trois violons, cordes et basse continue                                    |
| (RV 552) |            | → RV 552 |
| RV 553   |            | Concerto in si bemolle maggiore per quattro violini obligati, viole e basso continuo / Concerto en si bémol majeur, pour quatre violons obligés, altos et basse continue |

#### Œuvres pour plusieurs instruments différents, orchestre et basse continue (RV 554-580)
| RV                   | Op.         | Désignation | Notes |
| -------------------- | ----------- | --- | --- |
| RV 554               |             | Concerto in do maggiore per violino, organo (o violino), oboe, archi e basso continuo / Concerto en do majeur, pour violon, orgue, hautbois, cordes et basse continue | |
| RV 554a              |             | Concerto in do maggiore per due violinI (o violino e organo), violoncello, archi e basso continuo / Concerto en do majeur, pour deux violons, violoncelle, cordes et basse continue | |
| RV 555               |             | Concerto in do maggiore con molti istromenti: tre violini, due flauti diritti, oboe, (due violini in tromba marina), due viole all'inglese, due salmoè, due violoncelli, due clavicembali, archi e basso continuo / Concerto en do majeur, pour trois violons, deux flûtes à bec, hautbois, deux altos (all'inglese), deux chalumeaux, deux violoncelles, deux clavecins, cordes et basse continue | |
| RV 556               |             | Concerto in do maggiore per due violini, due flauti diritti, due oboi, due clarinettI (o trombe), fagotto (e liuto), archi e basso continuo / Concerto en do majeur, pour deux violons, deux flûtes à bec, deux hautbois, deux clarinettes (ou trompettes), basson, cordes et basse continue | |
| RV 556a              |             | Concerto in do maggiore per due violini, due flauti diritti, due oboi, fagotto (e liuto), archi e basso continuo / Concerto en do majeur, pour deux violons, deux flûtes à bec, deux hautbois, basson, cordes et basse continue | |
| RV 557               |             | Concerto in do maggiore per due violini, due oboi, (due flauti diritti e fagotto), archi e basso continuo / Concerto en do majeur, pour deux violons, deux hautbois, cordes et basse continue | |
| RV 558               |             | Concerto in do maggiore con molti istromenti: due violini in tromba marina, due flauti diritti, due mandolini, due salmoé, due tiorbe, violoncello, archi e basso continuo / Concerto en do majeur, pour deux violons (in tromba marina), deux flûtes à bec, deux mandolines, deux chalumeaux, deux théorbes, violoncelle, cordes et basse continue                                                | |
| RV 559               |             | Concerto in do maggiore per due oboi, due clarinetti, archi e basso continuo / Concerto en do majeur, pour deux hautbois, deux clarinettes, cordes et basse continue | |
| RV 560               |             | Concerto in do maggiore per due oboi, due clarinetti, archi e basso continuo / Concerto en do majeur, pour deux hautbois, deux clarinettes, cordes et basse continue | |
| RV 561               |             | Concerto in do maggiore per violino, due violoncelli, archi e basso continuo / Concerto en do majeur, pour violon, deux violoncelles, cordes et basse continue | |
| RV 562 (inc.)        |             | « Concerto por la Solennità di S. Lorenzo » Concerto in re maggiore per violino, due oboi, due corni da caccia, archi e basso continuo / Concerto en ré majeur, pour violon, deux hautbois, deux cors, cordes et basse continue | |
| RV 562a              |             | Concerto in re maggiore per violino, due oboi, due corni da caccia, timpani, archi e basso continuo / Concerto en ré majeur, pour violon, deux hautbois, deux cors, timbales, cordes et basse continue | |
| (RV 563) RV 781      |             | Concerto in re maggiore per due oboi, (o due trombe), archi e basso continuo / Concerto en ré majeur, pour deux hautbois, cordes et basse continue → RV 781 | - Référence supprimée, œuvre reclassée avec les Concertos pour deux instruments                                       |
| RV 564               |             | Concerto in re maggiore per due violini e due violoncelli obligati, archi e basso continuo / Concerto en ré majeur, pour deux violons et deux violoncelles obligés, cordes et basse continue | |
| RV 564a              |             | Concerto in re maggiore per due violini, due oboi, fagotto, archi e basso continuo / Concerto en ré majeur, pour deux violons, deux hautbois, basson, cordes et basse continue | |
| RV 565               | Op. 3 No.11 | Concerto in re minore per due violini, violoncello, archi e basso continuo / Concerto en ré mineur, pour deux violons, violoncelle, cordes et basse continue | |
| RV 566               |             | Concerto in re minore per due violini, due flauti diritti, due oboi, fagotto, archi e basso continuo / Concerto en ré mineur, pour deux violons, deux flûtes à bec, deux hautbois, basson, cordes et basse continue | |
| RV 567               | Op. 3 No.7  | Concerto in fa maggiore per quattro violini, violoncello, archi e basso continuo / Concerto en fa majeur, pour quatre violons, violoncelle, cordes et basse continue | |
| RV 568               |             | Concerto in fa maggiore per violino, due oboi, due corni, fagotto, archi e basso continuo / Concerto en fa majeur, pour violon, deux hautbois, deux cors, basson, cordes et basse continue | |
| (RV 568/1) Anh deest |             | Concerto in fa maggiore per violino, due oboi, due corni, fagotto, archi e basso continuo / Concerto en fa majeur, pour violon, deux hautbois, deux cors, basson, cordes et basse continue → RV Anh deest (568/1) | - Deuxième version pastiche du Concerto RV 568 probablement réalisée par Pisendel, avec un second mouvement différent |
| RV 569               |             | Concerto in fa maggiore per violino, due oboi, due corni, fagotto, archi e basso continuo / Concerto en fa majeur, pour violon, deux hautbois, deux cors, basson, cordes et basse continue | |
| RV 570 (inc.)        |             | « La tempesta di mare » / La tempête en mer Concerto in fa maggiore per flauto traversiere, oboe, fagotto, archi e basso continuo / Concerto en fa majeur, pour flûte traversière, hautbois, basson, cordes et basse continue | |
| RV 571               |             | Concerto in fa maggiore per violino, due oboi, due corni, fagotto, archi e basso continuo / Concerto en fa majeur, pour violon, deux hautbois, deux cors, basson, cordes et basse continue | |
| RV 572 (inc.)        |             | « Il Proteo o sia il mondo al rovescio » / Protée, ou le Monde à l'envers Concerto in fa maggiore per violino, violoncello, due flauti traversi, due oboi, archi e basso continuo / Concerto en fa majeur, pour violon, violoncelle, deux flûtes traversières, deux hautbois, cordes et basse continue                                                                                             | |
| RV 573 (perd.)       |             | Concerto in fa maggiore per due oboi, due corni, due fagotti, archi e basso continuo / Concerto en fa majeur, pour deux hautbois, deux cors, deux bassons, cordes et basse continue | |
| RV 574               |             | Concerto in fa maggiore per violino, due oboi, due tromboni da caccia, fagotto, archi e basso continuo / Concerto en fa majeur, pour violon, deux hautbois, deux trombones, basson, cordes et basse continue | |
| RV 575 (inc.)        |             | Concerto in sol maggiore per due violini e due violoncelli, archi e basso continuo / Concerto en sol majeur, pour deux violons et deux violoncelles, cordes et basse continue | |
| RV 576               |             | Concerto in sol minore per violino e oboe con due flauti diritti, due oboi, fagotto, archi e basso continuo / Concerto en sol mineur, pour violon et hautbois, avec deux flûtes à bec, deux hautbois, basson, cordes et basse continue | |
| RV 577               |             | Concerto in sol minore per violino (o oboe), due flauti diritti, due oboi, fagotto (o due), archi e basso continuo / Concerto en sol mineur, pour violon (ou hautbois), deux flûtes à bec, deux hautbois, basson, cordes et basse continue | |
| RV 578               | Op. 3 No.2  | Concerto in sol minore per due violini, violoncello, archi e basso continuo / Concerto en sol mineur, pour deux violons, violoncelle, cordes et basse continue | |
| RV 578a              |             | Concerto in sol minore per due violini, violoncello obligato, archi e basso continuo / Concerto en sol mineur, pour deux violons, violoncelle obligé, cordes et basse continue | |
| RV 579               |             | « Concerto funebre » / Concerto funèbre Concerto in si bemolle maggiore per violino, oboe, salmoé, tre viole all'inglese, archi e basso continuo / Concerto en si bémol majeur, pour violon, hautbois, chalumeau, trois altos (all'inglese), cordes et basse continue | |
| RV 580               | Op. 3 No.10 | Concerto in si minore per quattro violini, violoncello, archi e basso continuo / Concerto en si mineur, pour quatre violons, violoncelle, cordes et basse continue | |

### Œuvres pour un instrument solo, deux orchestres et basse continue (RV 581-585)

#### Œuvres pour violon, deux orchestres et basse continue (RV 581-583)
| RV     | Op. | Désignation |
| ------ | --- | --- |
| RV 581 |     | « Per la Santissima Assontione di Maria Vergine » / Pour la très Sainte Assomption de la Vierge Marie Concerto in do maggiore per violino, due cori d’archi e basso continuo / Concerto en do majeur, pour violon, deux orchestres à cordes et basse continue |
| RV 582 |     | « Per la Santissima Assontione di Maria Vergine » / Pour la très Sainte Assomption de la Vierge Marie Concerto in re maggiore per violino, due cori d’archi e basso continuo / Concerto en ré majeur, pour violon, deux orchestres à cordes et basse continue |
| RV 583 |     | Concerto in si bemolle maggiore per violino scordato, due cori d’archi e basso continuo / Concerto en si bémol majeur, pour violon (avec scordatura), deux orchestres à cordes et basse continue                                                              |

#### Œuvres pour plusieurs instruments différents, deux orchestres et basse continue (RV 584-585)
| RV            | Désignation |
| ------------- | --- |
| RV 793 (inc.) | Concerto in do maggiore per due organi obligatti, due cori d’archi e basso continuo / Concerto en do majeur, pour deux orgues obligés, deux orchestres à cordes et basse continue                                                            |
| RV 584 (inc.) | Concerto in fa maggiore per due violini e due organi obligati, due cori d’archi e basso continuo / Concerto en fa majeur, pour deux violons et deux orgues obligés, deux orchestres à cordes et basse continue                               |
| RV 585        | Concerto in la maggiore per quattro violini, quattro flauti diritti, (organo e violoncelli), due cori d’archi e basso continuo / Concerto en la majeur, pour quatre violons, quatre flûtes à bec, deux orchestres à cordes et basse continue |

### Divers instrumental
| RV                     | Désignation |
| ---------------------- | --- |
| (RV 741) (perd.)       | Sinfonia en do maggiore per archi / Sinfonia, en do majeur, pour cordes → RV 741 |
| (RV 742) (inc.)        | Frammento di concerto per violino, archi e basso continuo / Fragment de concerto en ré majeur, pour violon, cordes et basse continue → RV 742                                        |
| (RV 743) (perd.)       | Composizione strumentale in fa minore / Composition instrumentale, en fa mineur → RV 743                                                                                             |
| (RV 744) RV 768 (inc.) | Frammento e movimento lento per concerto per violini, archi e basso continuo / Fragment et mouvement lent pour concerto en la majeur, pour violon, cordes et basse continue → RV 768 |
| (RV 745) (inc.)        | Finale di un Concerto in si bemolle maggiore per strumento solista e orchestra / Finale de concerto en si bémol majeur, pour violon?, cordes et basse continue → RV 745              |
| RV 746 (inc.)          | Due Pezzi in la maggiore per organo / Deux pièces en la majeur, pour orgue |

## Système de classification du Catalogue Ryom (Classe)
Peter Ryom a conçu son catalogue en mai 1971 afin de classer les quelque 750 œuvres connues à l'époque.
Il leur a dans un premier temps, attribué une Classe (colonne CRV) composée dans l'ordre : de la catégorie musicale, de l'instrumentation, de la tonalité et d'un numéro basé sur les mesures ou la structure musicale. Ce dernier numéro s'incrémente à chaque découverte de nouvelle œuvre du compositeur. Dans un second temps, il leur a donné selon le classement obtenu, un numéro RV allant de 1 à 750.
Exemple: la première œuvre de la première Classe Aa1/1 (un instrument et basse continue (A) + Violon (A) + do majeur (1) / No.1 (1)) correspond à RV 1, puis Aa1/2 à RV 2, etc.
| Catégorie | Instrumentation | Tonalité |
| --- | --- | --- |
| A – Un instrument et basse continue B – Deux instruments et basse continue C – Plusieurs instruments et basse continue D – Orchestre sans soliste et basse continue E – Un instrument, orchestre et basse continue F – Deux instruments, orchestre et basse continue G – Plusieurs instruments, orchestre et basse continue H – Un ou plusieurs instruments, deux orchestres et basse continue I – Œuvres vocales sacrées - Messes J – Œuvres vocales sacrées - Psaumes K – Œuvres vocales sacrées - Magnificat L – Œuvres vocales sacrées - Antiphones et hymnes M – Œuvres vocales sacrées - Textes liturgiques N – Œuvres vocales sacrées - Introductions O – Œuvres vocales sacrées - Oratorios P – Œuvres vocales sacrées - Autres Q – Œuvres vocales séculières R – Cantates séculières T – Sérénades U – Musique de scène V – Fragments | a – Violon b – Viole d'amour c – Violoncelle d – Mandoline e – Flûte traversière f – Flûte à bec g – Piccolo h – Hautbois i – Basson j – Trompette k – Cor l – Musette, vielle, etc. m – Clavecin n – o – Plusieurs instruments différents p – Soliste vocal: Soprano q – Soliste vocal: Alto r – Soliste vocal: Ténor s – Soliste vocal: Basse | 1 – do majeur 2 – do mineur 3 – do# majeur 4 – do# mineur 5 – ré majeur 6 – ré mineur 7 – mi♭ majeur 8 – mi♭ mineur 9 – mi majeur 10 – mi mineur 11 – fa majeur 12 – fa mineur 13 – fa# majeur 14 – fa# mineur 15 – sol majeur 16 – sol mineur 17 – la♭ majeur 18 – sol# mineur 19 – la majeur 20 – la mineur 21 – si♭ majeur 22 – si♭ mineur 23 – si majeur 24 – si mineur |

## Mises à jour
- P. Ryom: Table de concordances des œuvres (RV) (Copenhagen, 1973)
- Verzeichnis der Werke Antonio Vivaldis (RV): kleine Ausgabe (Leipzig, 1974, 2/1979)
- Répertoire des œuvres d’Antonio Vivaldi: les compositions instrumentales (Copenhagen, 1986)
- Antonio Vivaldi: Thematisch-systematisches Verzeichnis seiner Werke (RV) (Weisbaden, 2007)
- 2nd ed., rev. F.M. SardellI (Wiesbaden, 2017) [RV]